# Representação de Jesus na arte

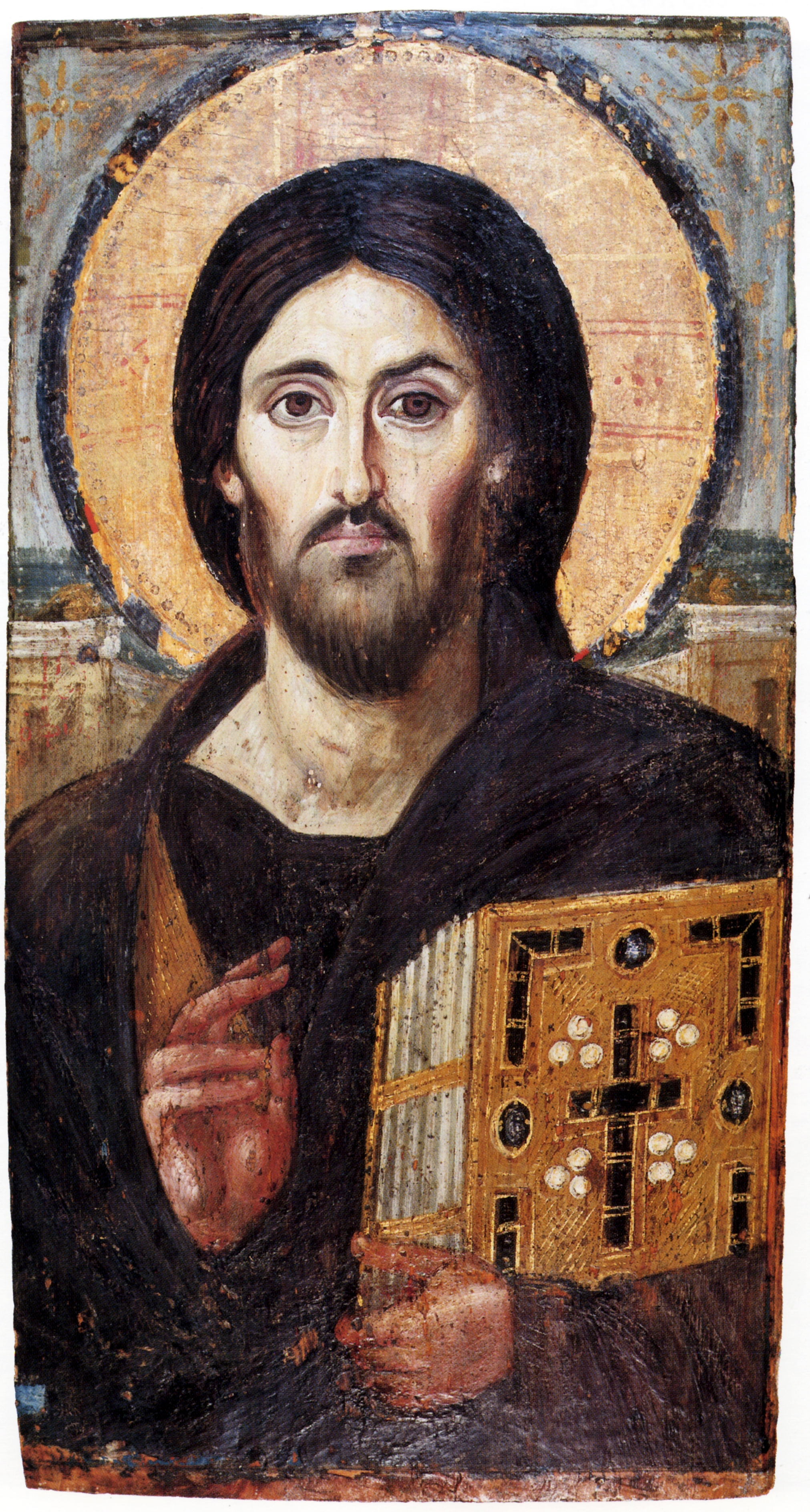
O mais antigo ícone sobrevivente de Cristo Pantocrator, século VI

A representação de Jesus nas artes visuais levou vários séculos até atingir uma forma convencional padronizada para a sua aparência física, a qual se manteve em grande parte estável a partir de então. A maior parte dos retratos de Jesus partilham uma série de características, as quais hoje em dia são imediatamente associadas a Jesus, embora possam ser vistas diversas variações.
A imagem de um Jesus de barba e cabelos compridos só se tornou prática comum no cristianismo oriental a partir do século VI, e muito mais tarde no Ocidente. Os primeiros retratos de Jesus eram muito mais diversificados, uma vez que demonstravam características étnicas semelhantes às da cultura na qual a imagem foi criada. A própria questão de ser ou não legítimo representar Jesus ou outras figuras santas foi controversa durante o cristianismo primitivo. A crença de que determinadas imagens são autênticas em termos históricos, como o Sudário de Turim na atualidade, é ainda evidente entre alguns crentes, sobretudo no cristianismo oriental, no anglicanismo e no catolicismo romano.

## Cristianismo primitivo

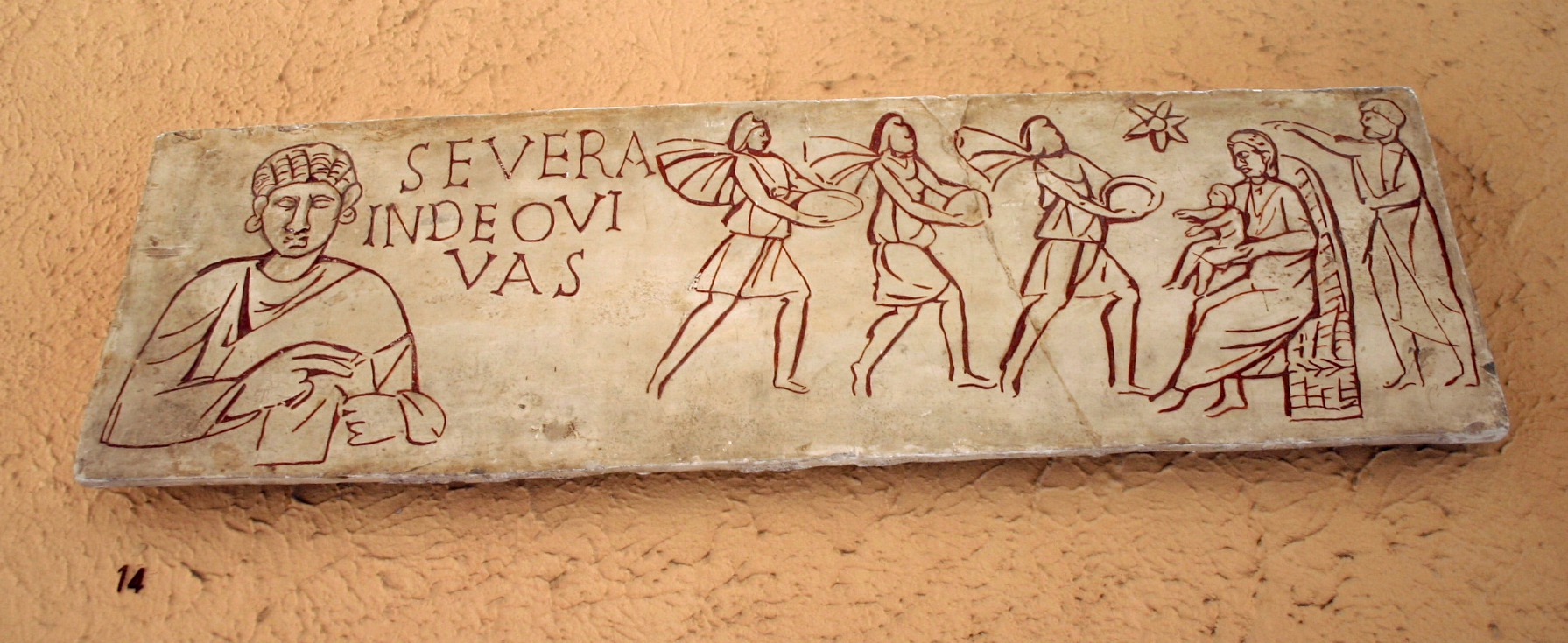
Pedra tumular com a Adoração dos Magos, recuperada das Catacumbas de Roma, século III

### Antes de Constantino
Nenhum dos Evangelhos canónicos oferece qualquer descrição de Jesus. Os Atos dos Apóstolos referem que Jesus se manifestou enquanto "luz celestial" que por breves momentos ceou o Apóstolo Paulo. O Apocalipse faz uma referência à imagem que o autor tinha de Jesus: "No meio dos candeeiros um semelhante a filho de homem, vestido de uma roupa talar e cingido pelos peitos com uma cinta de ouro; a cabeça e os cabelos eram brancos como lã branca, como a neve; os olhos eram como uma chama de fogo; os pés eram semelhantes ao latão polido como se fosse derretido na fornalha, e a voz era como a voz de muitas águas. Ele tinha na destra sete estrelas; da boca saía uma espada de dois gumes, e o rosto era como o sol quando brilha na sua força." (Apocalipse 1:12-16) No entanto, é muito raro encontrar na Arte as características descritas no Apocalipse, estando restritas a ilustrações do próprio livro.
Êxodo 20:4-6 refere enquanto um dos Dez Mandamentos: "Não farás para ti imagem de escultura, nem figura alguma" o que levou a que fossem muito raras as representações do período judaico ao longo do século I. No entanto, a interpretação deste Mandamento foi-se alterando ao longo dos séculos. Enquanto que os rabinos judaicos na Judeia se opunham de forma violenta a qualquer representação da figura Humana e não aceitavam estátuas nos templos, já os judeus babilónicos do século III tinham uma perspetiva diferente, permitindo a existência de obras como os murais da Sinagoga de Dura Europo.

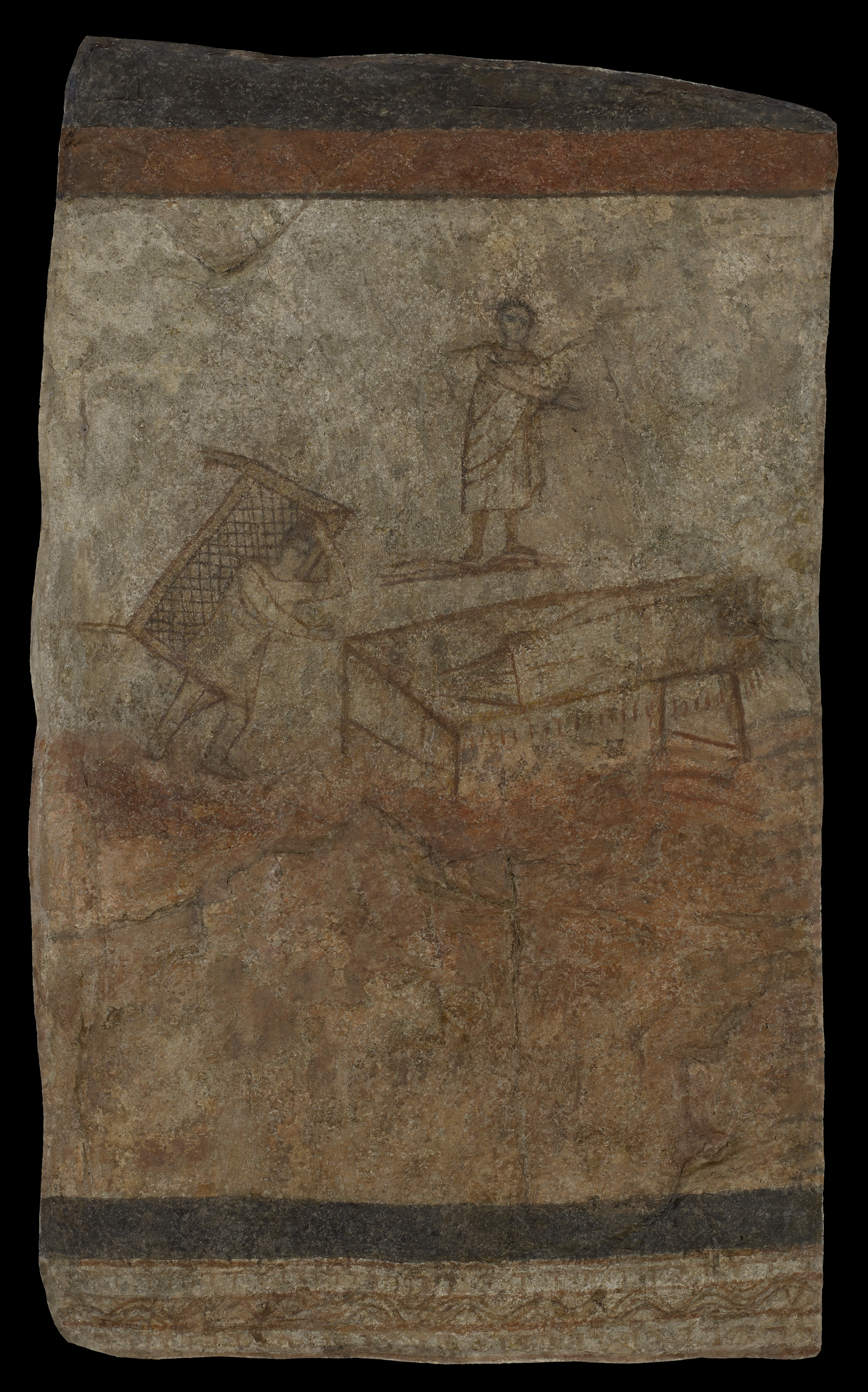
"A Cura dos Paralíticos", a mais antiga representação conhecida de Jesus, na cidade Síria de Dura Europo, c.235.

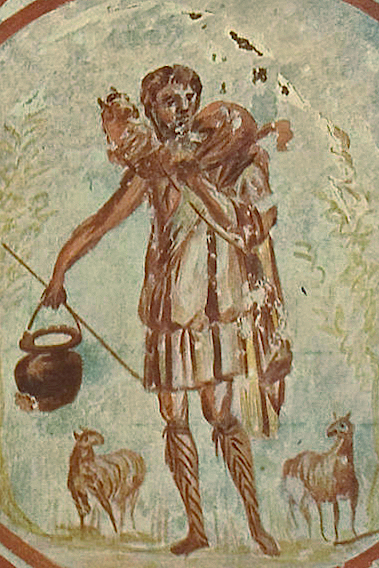
Representação de Jesus enquanto Bom Pastor nas catacumbas de Roma; fresco do século III

Ao longo da perseguição dos cristãos que teve lugar no Império Romano, a arte cristã viu-se obrigada a ser ambígua e dissimulada. Havia ainda alguma hostilidade a imagens de ídolos numa comunidade da qual muitos membros tinham raízes judaicas, a qual estava rodeada, e pregava contra, um imaginário pagão de deuses. Santo Ireneu (m. c.  202), Clemente de Alexandria (m. 215), Lactâncio (c. 240–c. 320) e Eusébio de Cesareia (m. c.  339) reprovavam os retratos de Jesus. O 36.° cânone do Concílio de Elvira no ano 306 afirma: "decreta-se que nenhuma igreja deva ter imagens, e que que aquilo que é adorado não deve ser pintado nas paredes". Mais tarde, isto foi interpretado por Calvino e outros protestantes como uma interdição à criação de imagens de Cristo. Clemente, no entanto, aprovava o uso de pictogramas. O tema manteve-se no foco de controvérsias até finais do século IV.
Inicialmente Jesus foi representado indiretamente por símbolos pictogramáticos, tais como o ichthys (peixe]), o pavão, ou uma âncora (a Lábaro com Chi-Rho (em grego: ΧΡΙΣΤΟΣ, ou Χριστός - Chi (χ) e Rho (ρ), um desenvolvimento posterior) . O staurograma, cruz monogramática tau-rho,[1] é uma ligatura com superposição das letras tau (Τ) and e (Ρ) parece ter sido uma representação muito antiga de Jesus crucificado nos textos sagrados. Símbolos mais tarde personificados foram usados, incluindo Jonas, cujos três dias no ventre da baleia pré-figuraram o intervalo entre a morte de Cristo e a ressurreição, Daniel na cova dos leões; ou Orfeu encantando os animais. Esse mesmo Orfeu como um símbolo para David já foi encontrado na arte judaica helenizada. A imagem de "O Bom Pastor", um jovem sem barba em cenas pastorais apacentado ovelhas, foi a mais comum dessas imagens, e provavelmente não eram então entendidas como um retrato do Jesus histórico nesse período. Isso continuou a clássica Kriophoros (figura "portadora de carneiros"), e em alguns casos, pode também representar “o Pastor de Hermas”, uma obra literária cristã popular do século II.
Entre as primeiras representações claramente destinadas a representar diretamente o próprio Jesus, muitos o mostram como um bebê, geralmente sob os cuidados da sua mãe, especialmente na "Adoração dos Magos", vista como a primeira teofania , ou exibição da encarnação do Cristo para o mundo em geral. O mais antigo retrato conhecido de Jesus, encontrado em Síria Palestina e datado de cerca de 235, mostra-o como um jovem sem barba de porte autoritário e digno. Ele é retratado vestido no estilo de um filósofo jovem, com cabelo curto e vestindo uma túnica e pallium — sinais de boa criação na sociedade greco-romana. A partir disso, é evidente que alguns cristãos primitivos não prestaram atenção ao contexto histórico de Jesus ser judeu e o visualizaram apenas em termos de seu próprio contexto social, como uma figura quase heróica, sem atributos sobrenaturais, como um halo (auréola - uma inovação do século IV).
A aparência de Jesus teve algumas implicações teológicas. Enquanto alguns cristãos achavam que Jesus deveria ter a bela aparência de um jovem herói clássico, e os gnósticos tendiam a pensar que ele poderia mudar sua aparência à vontade, para o qual eles citaram o encontro em Emaús como evidência, outros, incluindo o Pai da Igreja (Mártir Justino] (~ 165 d.C.) e Tertuliano (~ 220) acreditavam, seguindo Isaías:, que a aparência de Cristo era de um homem normal: "ele não tinha forma nem beleza, para que pudéssemos olhar para ele, nem beleza que devemos nos deliciar com ele ". Mas quando o pagão Celsus ridicularizou a religião cristã por ter um Deus feio em cerca de 180, Orígenes (248) citou Salmo 45: 3: "Cinge a tua espada na tua coxa, poderoso, com tua beleza e justiça" Mais tarde, a ênfase dos principais pensadores cristãos mudou; Jerônimo  e Agostinho de Hipona (d. 430) argumentaram ou que Jesus deve ter sido idealmente belo no rosto e no corpo. Para Agostinho, ele era "belo como uma criança, lindo na terra, lindo no céu."
Mais tarde apareceram representações de Cristo, primeiro representado como um jovem, muitas vezes com o rosto de Alexandre Magno, sem barba e sem cabelos longos. A partir do século IV foi representado quase exclusivamente com barba. Na arte bizantina se tornou habitual uma série de representações de Jesus. Algumas das quais com a imagem do Pantocrator, que tiveram um grande sucesso na Europa medieval.

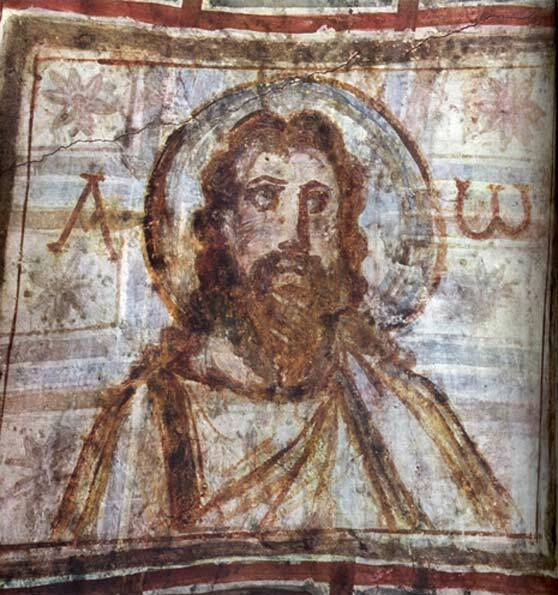
Pintura mural da catacumba de Commodilla, uma das primeiras imagens de Jesus com barba; final do século IV

Nenhuma descrição real e útil da aparência física de Jesus é dada no Novo Testamento e a representação de Jesus em forma de imagens sempre foi controversa em função do aniconismo do cristianismo primitivo. A representação de Jesus na arte levou vários séculos para chegar a uma forma padronizada convencional para sua aparência física, que subsequentemente permaneceu em grande parte estável desde aquela época. A maioria das imagens de Jesus tem em comum uma série de traços que estão quase universalmente associados a ele, embora variantes sejam vistas.
A imagem convencional de um Jesus totalmente barbado, de cabelos longos, surgiu por volta de 300 d.C., mas só se firmou no século VI na cristandade oriental e muito mais tarde no Ocidente. Essa representação sempre teve a vantagem de ser facilmente reconhecível e distinguir Jesus de outras figuras mostradas ao seu redor. Isso e o uso de um halo cruciforme também alcança. Imagens anteriores eram muito mais variadas.
Imagens de Jesus tendem a mostrar características étnicas semelhantes às da cultura em que a imagem foi criada. Crenças de que certas imagens são historicamente autênticas, ou adquiriram um status autoritário da tradição da Igreja, permanecem poderosas entre alguns dos fiéis, na Ortodoxia Oriental, Anglicanismo e Catolicismo Romano. O Sudário de Turim é agora o exemplo mais conhecido, embora a Imagem de Edessa e o Véu de Verônica fossem mais conhecidos nos tempos medievais.

### Após Constantino

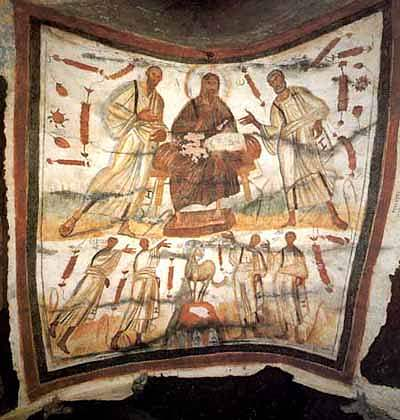
Jesus com barba entre Pedro e Paulo, Catacumba de Marcelino e Pedro, Roma. Segunda metade do século IV. Tais obras "primeiro nos apresentam a imagem totalmente formada de Cristo em Majestade que dominará a arte bizantina". Para detalhes ver esta imagem.

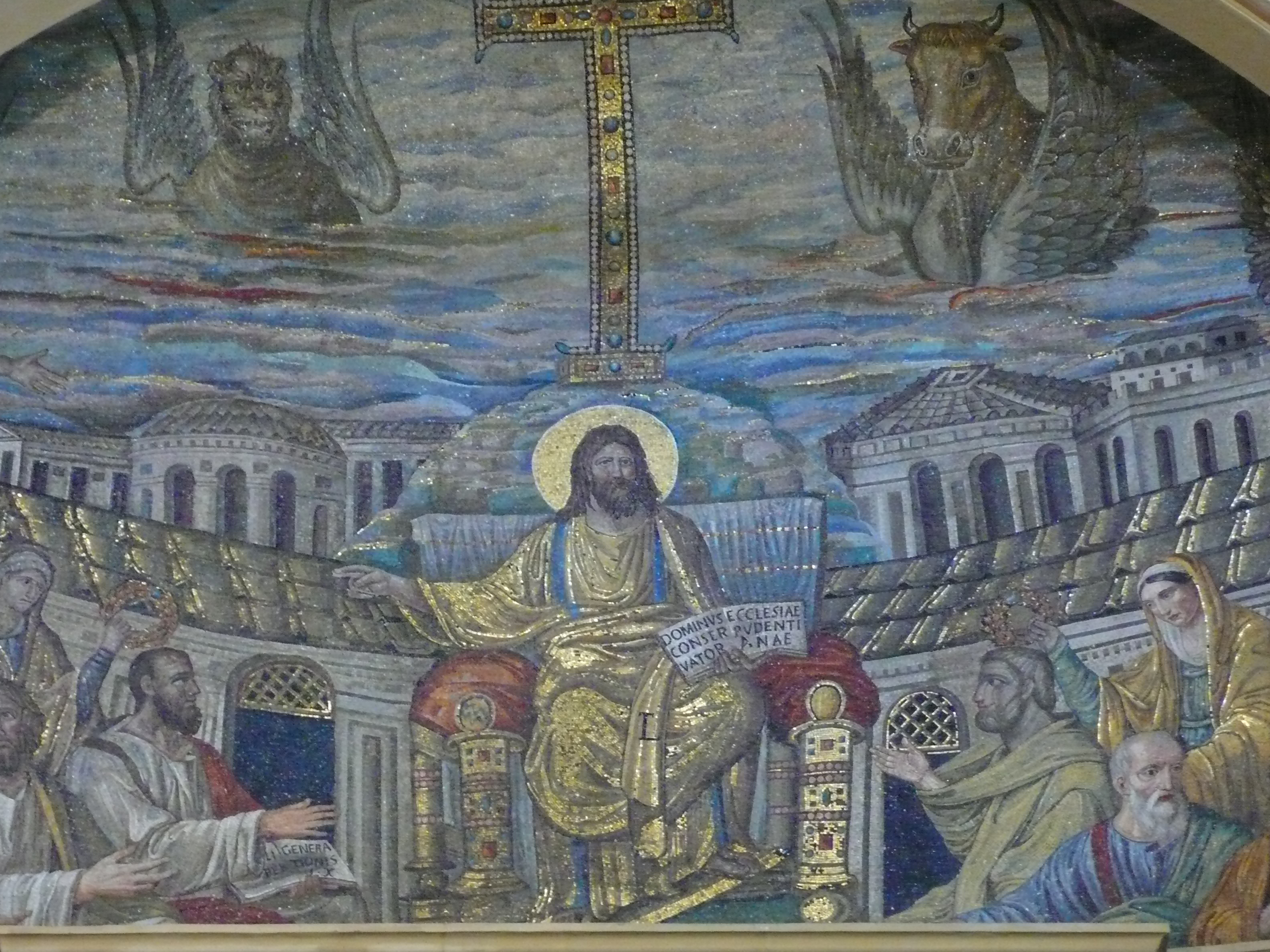
Cristo Pantocrator num mosaico romano na igreja de Santa Pudenziana, Roma, c. 400–410, durante o Império Romano do Ocidente

A partir do século III, as primeiras cenas narrativas da Vida de Cristo para serem claramente vistas na arte são o Batismo de Jesus, pintado em uma catacumba em cerca de 200 d.C., e o milagre da Ressurreição de Lázaro, Pintado mais de 40 vezes nas catacumbas de Roma, a partir do início do século III, e também nos sarcófagos. Tal como acontece com o Batismo, alguns dos primeiros exemplos são da Gália (Schiller, I  181). Ambos podem ser claramente identificados pela inclusão da pomba do Espírito Santo em "Batismo", e o corpo de Lázaro vertical envolto em uma mortalha. Outras cenas permanecem ambíguas - uma "festa ágape" pode ser pretendida como uma "Última Ceia"], mas antes do desenvolvimento de uma aparência física reconhecida para Cristo, e atributos como o halo (iconografia religiosa), é impossível dizer, pois "tituli" ou legendas raramente são usadas. Há algumas cenas sobreviventes das "Obras" de Cristo de cerca de 235 d.C. da Igreja Dura Europos na fronteira persa do Império. Durante o século IV, um número muito maior de cenas passou a ser representado, geralmente mostrando Cristo como jovem, sem barba e com cabelo curto que não atinge seus ombros, embora haja considerável variação.
Jesus às vezes é mostrado realizando milagres por meio de uma varinha, como nas portas de Santa Sabina em Roma (430-32). Ele usa a varinha para o casamento em Canaã; muda a água para o vinho; alimenta a multidão; multiplica o pão e os peixes; e levanta Lázaro. Quando retratado numa cura, ele só faz imposição das mãos. A varinha é considerada um símbolo de poder. O jovem de rosto nu com a varinha pode indicar que Jesus foi pensado como um usuário de magia ou milagreiro por alguns dos primeiros cristãos. Nenhuma obra de arte foi encontrada retratando Jesus com uma varinha antes do século II. Alguns estudiosos sugerem que o Evangelho segundo Marcos, o Evangelho Secreto de Marcos e o Evangelho segundo João (o chamado Sinais do Evangelho) retratam um obreiro admirável, milagreiro, um mágico ou um homem divino. Apenas o apóstolo Pedro também é retratado na arte antiga com uma varinha.
Outra representação, vista a partir do final do século III ou início do século IV em diante, mostrou Jesus com barba, e dentro de algumas décadas pode ser muito próximo do tipo convencional que surgiu mais tarde. Diz-se que ele desenha de forma variada o imaginário imperial, o tipo do filósofo clássico, Zanker, 300-303, que desconsidera outras origens para o tipo e o de Zeus, líder dos deuses gregos, ou Júpiter, seu equivalente romano, e a de Zeus, líder dos deuses gregos, ou Júpiter (mitologia) Júpiter, seu equivalente romano, e o protetor de Roma. De acordo com o historiador de arte Paul Zanker, o tipo barbudo tem cabelos compridos desde o início e uma barba relativamente longa (contrastando com a barba e o cabelo "clássicos" curtos sempre dados a São Pedro e à maioria dos outros apóstolos); essa descrição é especificamente associada com filósofos "carismáticos" como Eufrates (filósofo), Dião Crisóstomo e Apolônio de Tiana, alguns dos quais foram reivindicados para realizar milagres.
Depois dos primeiros exemplos de c. 300, essa representação foi usada principalmente para imagens hieráticas de Jesus e em cenas de sua vida era mais comum o uso do tipo sem barba e jovem.  A opinião de estudiosos mais antigos, como Talbot Rice, de ver o Jesus sem barba como associado a um estilo artístico "clássico" e o Jesus com barba como uma representação "oriental" oriunda da antiga Síria, Mesopotâmia e Pérsia parece impossível de sustentar e não aparece em análises mais recentes. Igualmente tentar relacionar numa base consistente a explicação para o tipo escolhido em cada trabalho em particular conforme as visões teológicas de épocas diferentes mostra-se hoje mal sucedida. A partir do século III, alguns líderes cristãos, como Clemente de Alexandria, recomendaram o uso de barbas por homens cristãos. Essa separação foi vista desde o início como associada a filósofos que usavam cabelos compridos.

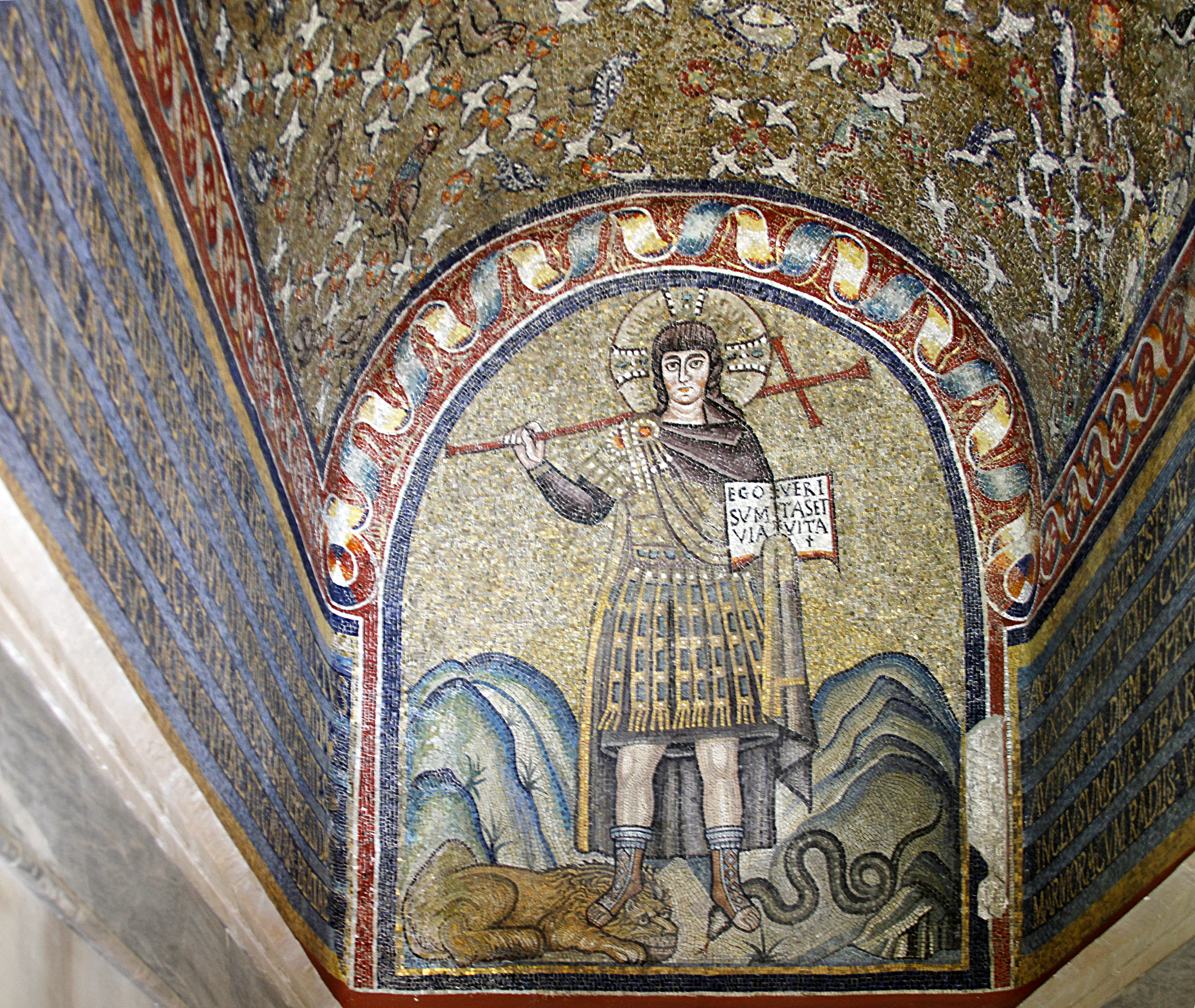
Cristo como Imperador, vestindo trajes militares e esmagando a serpente representando Satanás. "Eu sou o caminho e a verdade e a vida" (João 14: 6) lê a inscrição. Ravenna, depois de

A partir de meados do século IV, depois que o cristianismo foi legalizado pelo Edito de Milão em 313, e ganhou favor imperial, houve uma nova gama de imagens de Cristo Rei, usando qualquer um dos dois tipos físicos descritos acima, mas adotando o traje e muitas vezes poses de iconografia Imperial. Assim se desenvolveram as várias formas de Cristo em Majestade. Alguns estudiosos rejeitam a conexão entre os eventos políticos e os desenvolvimentos na iconografia, vendo a mudança como puramente teológica, resultante da mudança do conceito e título de Pantocrator ("Regente de todos" Deus o Pai (ainda não retratado na arte) para o próprio Cristo, um desenvolvimento do mesmo período, talvez liderado por Atanásio de Alexandria (d. 373).
Outra representação extraída de imagens clássicas concebidas por filósofos, muitas vezes mostravam Jesus como um "prodígio intelectual juvenil". Num sarcófago romano; a imagem Traditio Legis usava esse tipo num período mais inicial, mas gradualmente, Jesus foi sendo mostrado como mais velho, e durante o século V, a imagem com uma barba e cabelos longos, já com uma cruz e uma auréola, veio a dominar, especialmente no Império Romano do Oriente. Num grande mosaico do Novo Testamento, em Sant'Apollinare Nuovo, Ravenna (~. 520), Jesus não tem barba nas cenas iniciais, no período de seu ministério, mas depois já nas cenas da Paixão é mostrado com barba.
O Bom Pastor, agora claramente identificado como Cristo, com auréola e muitas vezes vestes ricas, ainda é representado, como no mosaico da abside na igreja de Santi Cosma e Damiano em Roma, onde os doze apóstolos são representados como doze ovelhas em posição abaixo do Jesus imperial, ou no Mausoléu de Galla Placidia em Ravena.
.

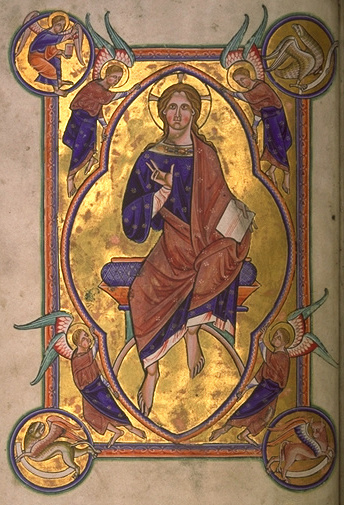
Cristo em Majestade, ainda sem barba, num manuscrito inglês com iluminura do século XII

Uma vez que o Jesus com barba e cabelos compridos tornou-se a representação convencional de Jesus, seus traços faciais começaram lentamente a ser padronizados, embora esse processo tenha levado pelo menos até o século VI na Igreja Oriental, e muito mais no Ocidente, onde imagens de Jesus bem barbeado eram comuns até o século XII, apesar da influência da arte bizantina. Mas no final da Idade Média a barba tornou-se quase universal e quando Michelangelo mostrou um Cristo de aparência limpa semelhante a Apolo em seu afresco Juízo Final na Capela Sistina (1534-41) ele sofreu um ataque persistente no clima de Contra-Reforma de Roma por causa disso, assim como outras coisas.
O estudioso francês Paul Vignon listou quinze semelhanças ("marcas", como a “tilaka” na testa de Hinduístas)  na maioria dos ícones de Jesus depois deste ponto, particularmente nos ícones de "Cristo Pantocrator" ("O Messias todo-poderoso"). Ele alega que isso sde deve à disponibilidade da Imagem de Edessa (que ele afirma ser idêntica ao Sudário de Turim, via Constantinopla)  para os artistas. Certamente, imagens que se acredita terem origens milagrosas, ou a Hodegétria, que se acredita ser um retrato de Maria atribuído a São Lucas, foram amplamente autorizadas durante o período Medieval e grandemente influenciaram as iou representações. Na Ortodoxia Oriental, a forma das imagens era, e em grande parte ainda é, considerada verdade revelada, com um status quase igual às escrituras, e o objetivo dos artistas era sempre copiar imagens anteriores sem originalidade, embora o estilo e o conteúdo das imagens um verdade tenha mudado um pouco ao longo do tempo.
Quanto à aparência histórica de Jesus, em uma possível tradução da Primeira Epístola aos Coríntios do apóstolo Paulo, este exorta os homens cristãos de Corinto do primeiro século a não ter cabelos longos. Num comentário de Pelagius (monge britânico) Pelágio (354 d.C. - 420/440 d.C.) diz: "Paulo estava reclamando porque os homens estavam mexendo em seus cabelos e as mulheres estavam exibindo os seus na igreja. Não só isso foi desonroso para eles, mas também foi um incitamento à fornicação " Alguns especularam que Paulo era um nazireu que mantinha seu cabelo longo, embora tal especulação estivesse em desacordo com a declaração de Paulo em 1 Coríntios 11:14 de que cabelos compridos para homens eram vergonhosos na época . Porém,  Jesus era um judeu praticante e, assim, presumivelmente tinha barba.

## Períodos posteriores
No século V, começaram a aparecer representações de Paixão que refletiam o caráter do enfoque teológico da Igreja primitiva. No século VI. Os Evangelhos do Rábula de Edessa incluíam algumas das primeiras imagens sobreviventes da crucificação e ressurreição. . No século VI, a representação barbada de Jesus tornou-se padrão na Igreja Oriental, embora a Igreja Ocidental, especialmente no norte da Europa, continuasse a misturar representações barbadas e de de rosto barbeado por vários séculos. A representação de rosto alongado, cabelos castanhos compridos e retos repartidos ao meio e olhos amendoados mostra consistência desde o século VI até o presente. Várias lendas se desenvolveram no que se acreditava autenticar a precisão histórica dessa representação padrão, como a imagem de Edessa e depois o Véu de Verônica.
Em parte para ajudar o reconhecimento das cenas, representações narrativas da Vida de Cristo concentraram-se cada vez mais nos eventos celebrados nas principais festas do calendário da igreja e nos eventos da Paixão , negligenciando os milagres e outros eventos do ministério público de Jesus, exceto pela ressurreição de Lázaro, onde o corpo envolto em forma de múmia foi mostrado de pé, dando uma assinatura visual inconfundível. Um halo cruciforme passou a ser usado apenas por Jesus (e as outras duas pessoas da Trindade), enquanto halos simples distinguiam Maria, os Apóstolos e outros santos, ajudando o espectador a ler cenas cada vez mais povoadas.

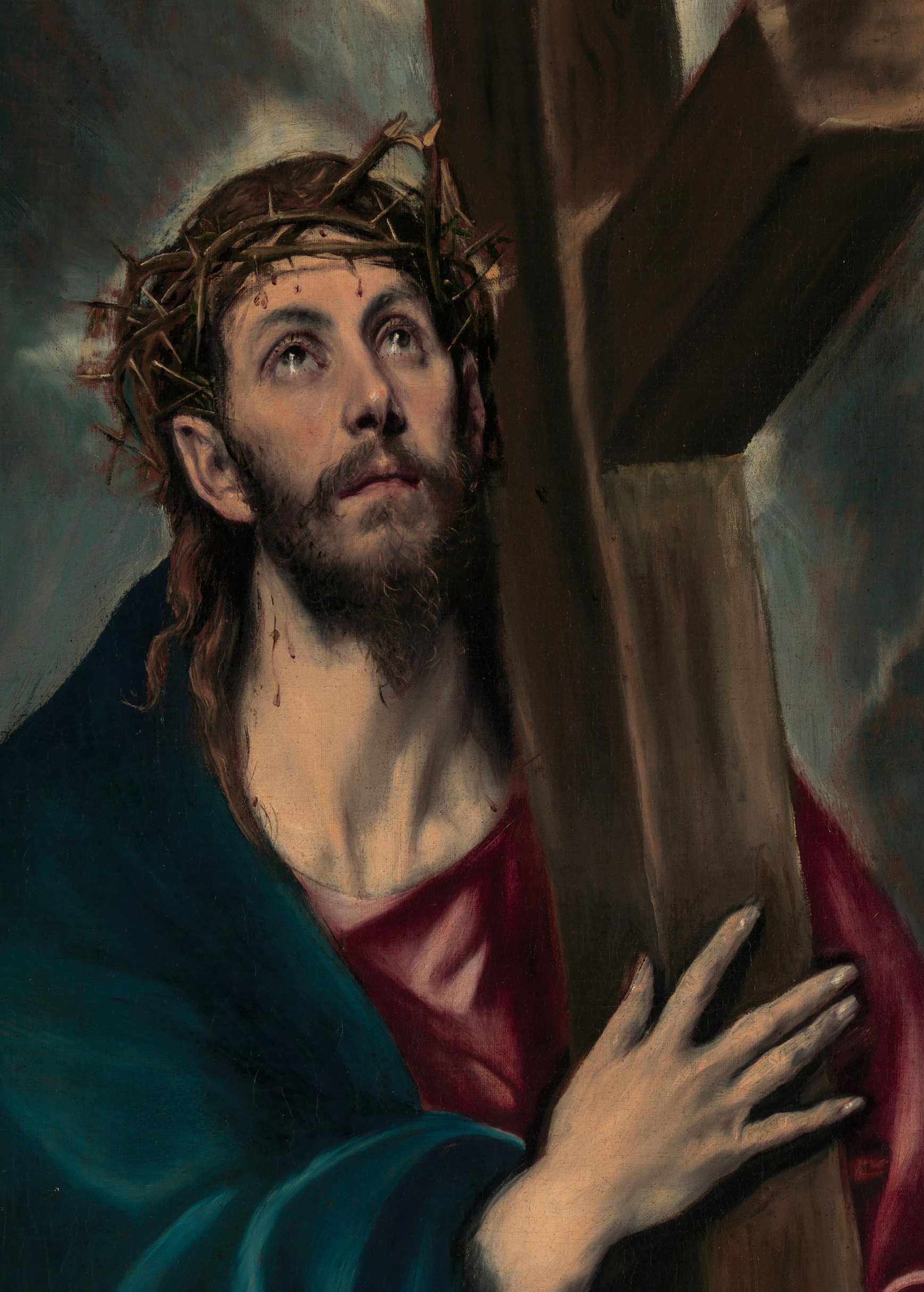
Cristo carregando a cruz, 1580, por El Greco, cuja arte reflete tanto suas raízes nas tradições ortodoxas gregas quanto na Contrarreforma

O período da Iconoclastia Bizantina foi uma barreira para o desenvolvimento da arte sacra no Oriente, mas pela arte do século IX essa proibição terminou. A Transfiguração de Jesus era ali um tema importante e todo monge ortodoxo oriental que era treinado em pintura de ícones tinha que provar seu ofício pintando algo assim sobre a Transfiguração. Porém, enquanto as representações feitas no ocidente cada vez mais ousavam no realismo, no oriente pouca atenção era dada a proporções realistas, perspectivas, alternativas de tamanhos, dando preferência a ousar além da realidade terrena para dar uma visão mais espiritualizada.
O século XIII testemunhou um ponto de virada na visão Kyrios de Jesus como um “fazedor de milagres” na Igreja Ocidental com, a Ordem de Francisco de Assis  começando a enfatizar a humildade de Jesus, tanto no nascimento como na morte, através do presépio, bem como da crucificação. Os franciscanos aproximaram-se dos dois extremos desse espectro de emoções e, à medida que as alegrias da natividade foram adicionadas às agonia da crucificação, toda uma nova gama de emoções foi introduzida, com ampla variedade cultural com impacto sobre as imagens de Jesus durante séculos daí em diante.
Depois que Giotto, Fra Angelico e outros desenvolveram sistematicamente imagens organizadas enfocando a representação de Jesus com um ideal de beleza humana, como em obras como Leonardo da Vinci na A Última Ceia, sem dúvida a primeira pintura da  Alta Renascença, imagens de Jesus passearam a se basear em esculturas clássicas, pelo menos em algumas de suas poses. No entanto, Michelangelo foi considerado como tendo ido longe demais em seu Cristo sem barba em seu afresco O juízo Final da Capela Sistina, que muito claramente adaptava esculturas clássicas de Apollo, caminho esse raramente seguido por outros artistas.)
A Alta Renascença foi contemporânea com o início da Reforma Protestante, a qual especialmente em suas primeiras décadas violentamente se opunha a quase todas imagens públicas de teor religioso, dizendo-as idólatras, e muitas delas foram destruídas. Gradualmente, porém, as imagens de Jesus tornaram-se em vários contextos aceitáveis para a maioria dos protestantes, especialmente em aspectos narrativos, como ilustrações e gravuras de livros e, só  posteriormente, em pinturas maiores. A arte protestante continuou a representação agora padrão da aparência física de Jesus. Enquanto isso, a Contrarreforma Católica reafirmou a importância da arte para ajudar as devoções dos fiéis, e encorajou a produção de novas imagens de Jesus sozinho ou incluindo Jesus em grande número, também continuando a usar a mesma representação padrão.
No final do século XIX, novos relatos de imagens milagrosas de Jesus haviam aparecido e continuaram a receber atenção significativa, por ex. a fotografia de 1898 do Sudário de Turim, um dos artefatos mais controversos da história, que durante sua exposição de maio de 2010 foi visitado por mais de 2 milhões de pessoas. Outra representação do século XX de Jesus, ou seja, a Imagem da Divina Misericórdia, baseada na visão relatada de Faustina Kowalska, tem hoje mais de 100 milhões de seguidores. O primeiro retrato cinematográfico de Jesus ocorreu no filme de 1897 "La Passion du Christ", produzido em Paris, que durou 5 minutos.. Posteriormente representações cinematográficas continuaram a mostrar Jesus com barba na representação ocidental padrão que se assemelha às imagens tradicionais.

## Gama de representações

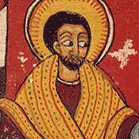
Imagem Etíope de Jesus – século XVIII

Certas tradições locais mantiveram representações diferentes, às vezes refletindo características raciais locais, como fazem as representações católicas e ortodoxas. A Igreja Ortodoxa Copta de Alexandria, do Egito, separou-se no século V e tem uma representação distinta de Jesus, consistente com a arte copta. A Igreja Ortodoxa Etíope, também copta, desenvolveu-se nessas tradições coptas e mostra Jesus e todas as figuras bíblicas com a aparência etíope de seus membros. Outras tradições na Ásia e em outros locais também mostram a raça de Jesus como a da população local (veja a foto de imagem chinesa na galeria abaixo). Nos tempos modernos, essa variação tornou-se mais comum, mas as imagens que seguem a representação tradicional, tanto na aparência física quanto nas roupas, ainda são dominantes, talvez surpreendentemente. Na Europa, as tendências étnicas locais nas representações de Jesus podem ser vistas, por exemplo, em espanhol, alemão ou holandês, mas quase sempre as figuras vizinhas ainda são mais fortemente caracterizadas. Por exemplo, a Virgem Maria, depois da visão relatada por Brígida Birgersdotter da Suécia, era frequentemente mostrada com cabelo loiro, mas o de Cristo é muito raramente mais pálido do que um castanho claro.
Algumas representações ocidentais medievais, geralmente aquelas dos Discípulos de Emaús, onde seus discípulos não o reconhecem Jesus a princípio (Lucas.24.13-32), mostraram-no usando um chapéu judeu (Quipá)O .
Em 2001, a série de televisão Filho de Deus usou um dos três crânios judaicos do primeiro século de um departamento líder de ciência forense em Israel para representar Jesus de uma nova maneira. Um rosto foi construído usando antropologia forense por Richard Neave, um artista médico aposentado da Unidade de Arte em Medicina da Universidade de Manchester. O rosto que Neave reconstruiu tinha um rosto mais largo e um grande nariz, diferindo muito das tradicionais representações da arte renascentista. Informações adicionais sobre a cor da pele e do cabelo de Jesus foram fornecidas por Mark Goodacre, um estudioso do Novo Testamento e professor da Duke University.
Usando imagens do terceiro século de uma sinagoga, ditas as primeiras imagens do povo judeu, Goodacre propôs que a cor da pele de Jesus teria sido mais escura e mais opaca do que sua tradicional imagem ocidental. Ele também sugeriu que ele teria cabelo curto e cacheado e uma barba curta. Isto também é confirmado na Primeira Epístola aos Coríntios, onde Apósto Paulo declara que é "vergonhoso" que um homem tenha cabelos longos. Como Paulo conhecia muitos dos discípulos e membros da família de Jesus, é improvável que ele tivesse escrito tal coisa se Jesus tivesse cabelos longos. Although entirely speculative as the face of Jesus, o resultado do estudo determinou que a pele de Jesus teria sido mais cor de azeitona do que branca, e que ele teria parecido um típico semita galileu. Entre os pontos mencionados, está a Bíblia que registra que o discípulo de Jesus, Judas, teve que indicá-lo àqueles que o prenderam no Getsêmani. O argumento implícito é que se a aparência física de Jesus fosse marcadamente diferenciada daquelas de seus discípulos, então ele teria sido relativamente fácil de identificar.

## Grafito de Alexamenos

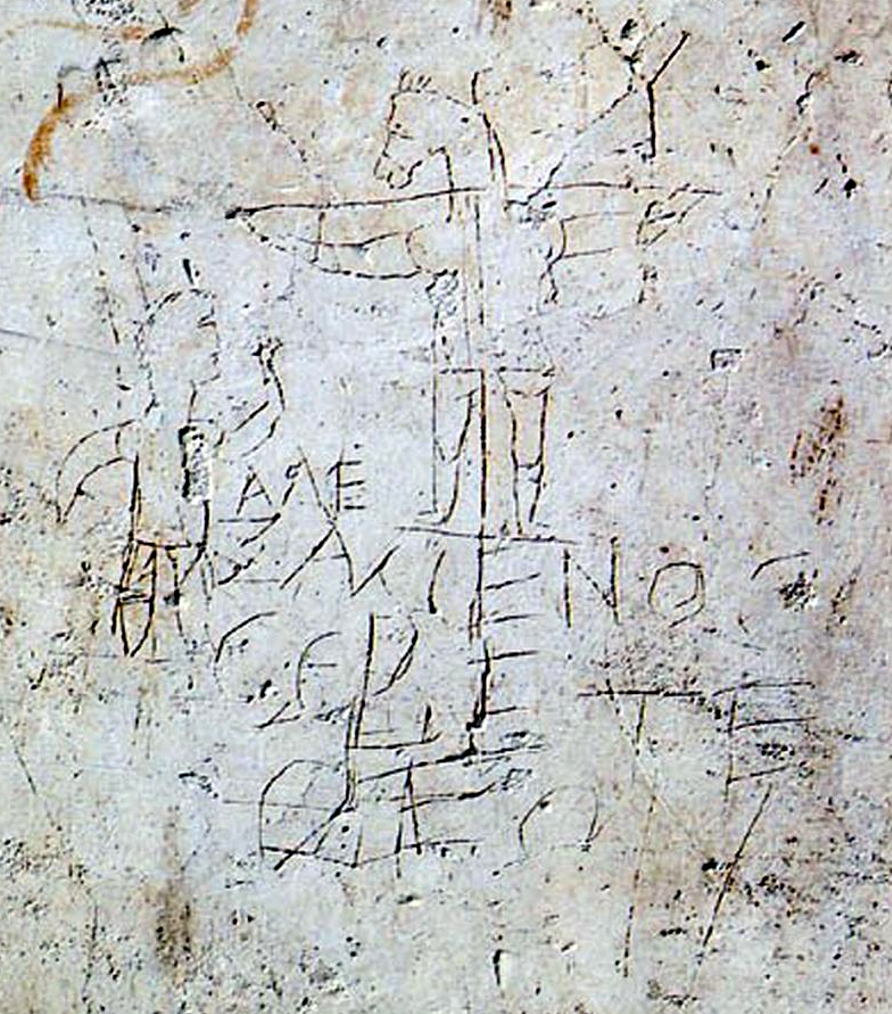
Gravura de um burro crucificado que se acredita ser de um antigo anticristão, que diz: "Alexamenos adora seu deus"

Uma imagem muito antiga que se acredita ser um dos primeiros grafites anticristãos é o Grafite de Alexamenos, um pedaço único de parede perto da colina Palatino em Roma. A essa inscrição foram atribuídas datas que vão desde o primeiro ao terceiro séculos AD. Foi aparentemente desenhado por um soldado romano para zombar de outro soldado que era cristão. A legenda diz, em grego, "Alexamenos adora [seu] Deus", enquanto a imagem mostra um homem levantando a mão em direção a uma figura crucificada com a cabeça de burro. Isto parece referir-se a um equívoco romano de que os judeus adoravam um deus com a forma de um burro, de modo que a imagem seria ao mesmo tempo antissemita e anticristã. Uma pequena minoria de estudiosos questiona se esta imagem representa Jesus, propondo que essa imagem pode ser uma referência a outra divindade.

## Imagens miraculosas

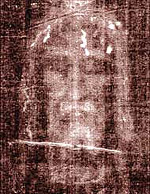
Negativo feito pelo fotógrafo e advogado italiano Secondo Pia do Sudário de Turim. Muitos cristãos acreditam que represente o rosto de Jesus.

Há, no entanto, algumas imagens que foram apresentadas para mostrar de forma realista como Jesus parecia. Uma antiga tradição, registrada por Eusébio de Cesareia, diz que Jesus uma vez lavou o rosto com água e depois secou-o com um pano, deixando uma imagem de seu rosto impressa no tecido. Este foi enviado por ele para o rei Abgarus de Edessa, que enviou um mensageiro pedindo a Jesus para vir e curá-lo de sua doença. Essa imagem, chamada de Mandylion' ou Imagem de Edessa, aparece na história por volta de 525. Numerosas réplicas desta "imagem não feita por mãos humanas" permanecem em circulação. Há também composições de Jesus e Maria que são tradicionalmente aceitas por muitos cristãos ortodoxos como originadas em pinturas atribuídas a São Lucas.
Uma representação atualmente familiar é a do Sudário de Turim, cujos registros remontam a 1353. A controvérsia envolve o sudário e sua origem exata continua sujeita a debate.. O Sudário de Turim é respeitado por cristãos de várias tradições, incluindo batistas, católicos, luteranos, metodistas, ortodoxos, pentecostais e presbiterianos.. Essa é uma das devoções católicas aprovadas pela Santa Sé e a representação do “Santo Rosto de Jesus” usa hoje usa a imagem do rosto no sudário como apareceu no negativo da fotografia tirada pelo fotógrafo amador Secondo Pia em 1898. A imagem não pode ser vista claramente no sudário a olho nu, e surpreendeu Pia na medida em que ele disse que quase caiu e quebrou a placa fotográfica quando viu pela primeira vez a imagem negativa desenvolvida na noite de 28 de maio de 1898.
Antes de 1898, a devoção à Santa Face de Jesus usava uma imagem baseada no Véu de Verônica, onde uma lenda conta que Verônica de Jerusalém encontrou Jesus ao longo da Via Dolorosa no caminho para Calvário. Quando ela parou para limpar o suor do rosto de Jesus com o véu, a imagem ficou impressa no tecido. O estabelecimento dessas imagens como devoção católica remonta à Irmã Maria de São Pedro e ao Venerável Leo Dupont que começou e promoveu essa devoção de 1844 a 1874 em Tours França, e Irmã Maria Pierina De Micheli que associou a imagem do Sudário de Turim com essa a devoção em 1936 no Milão, Itália.

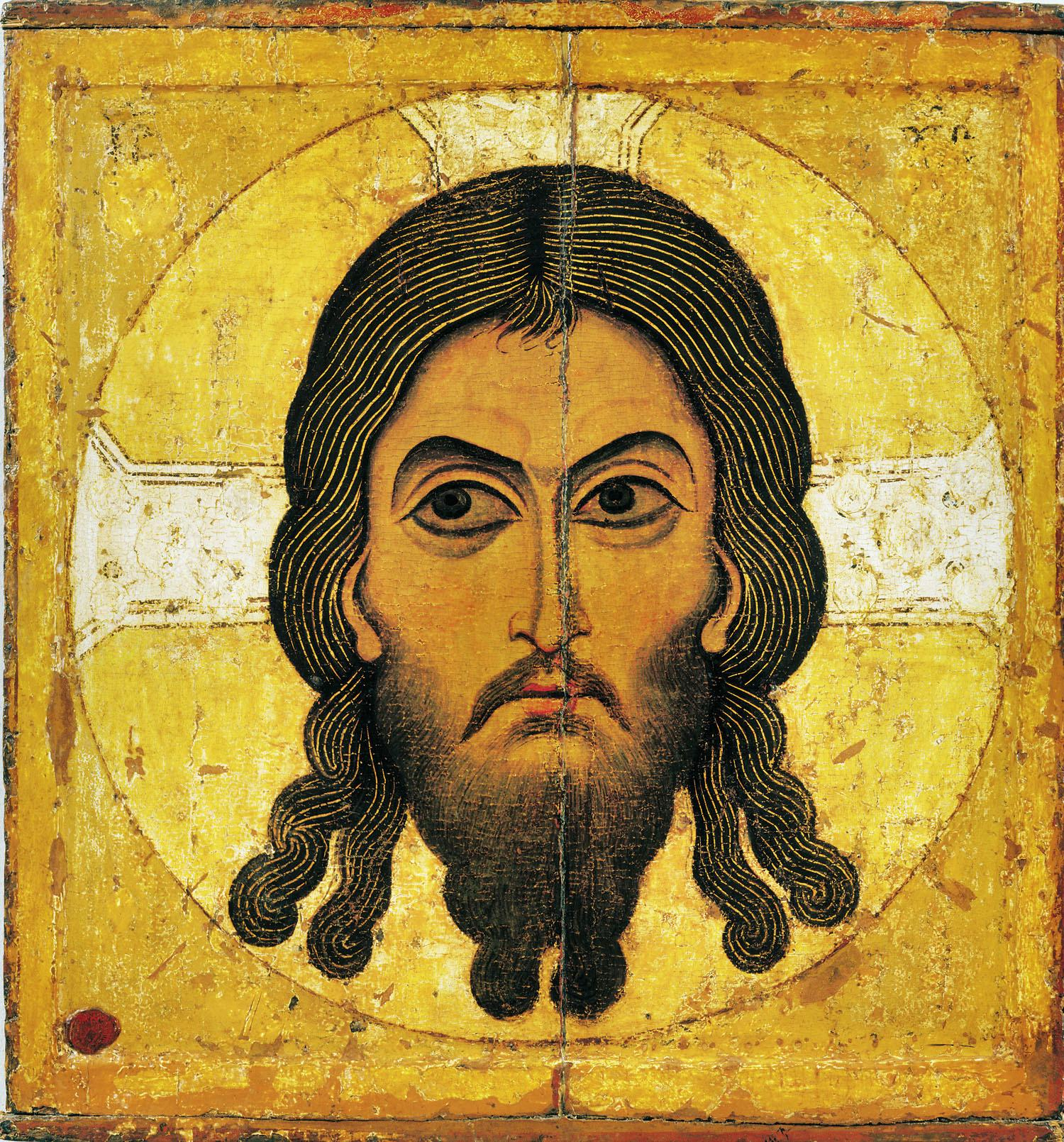
"The Saviour Not Made by Hands", um ícone de Novgorod – ano 1100 – com base em modelo bizantino

Uma representação muito popular do século XX entre católicos romanos e anglicanos é a imagem da Divina Misericórdia, que foi aprovada pelo Papa João Paulo II em abril de 2000. A representação da Divina Misericórdia é formalmente usada nas celebrações do Domingo da Divina Misericórdia é venerada por mais de 100 milhões de católicos que seguem a devoção. A imagem não é parte dos ícones ditos Acheiropoieta na medida em que foi retratada por artistas modernos, mas o padrão da imagem é dito ter sido milagrosamente mostrada á santa polonesa Faustina Kowalska em uma visão de Jesus em 1931 em Płock, Polônia. Faustina escreveu em seu diário que Jesus apareceu para ela e pediu-lhe para "Pintar uma imagem de acordo com o padrão que você vê". Por fim, Faustina encontrou um artista (Eugene Kazimierowski) para descrever-lhe a imagem da Divina Misericórdia de Jesus com a mão direita erguida em sinal de bênção e a mão esquerda tocando a peça perto do peito, com dois grandes raios, um vermelho o outro branco emanando de perto de seu coração. Após a morte de Faustina, vários outros artistas pintaram a imagem, com a representação de Adolf Hyla entre os mais reproduzidos.
Warner Sallman afirmou que a "Cabeça de Cristo" foi o resultado de uma "visão milagrosa que ele teria recebido tarde da noite", proclamando que "a resposta veio às 2 da manhã de janeiro de 1924" como "uma visão em resposta à minha oração a Deus numa situação desesperadora." A "Cabeça de Cristo" é venerada na Igreja Ortodoxa Copta., depois que Isaac Ayoub, de doze anos de idade, diagnosticado com câncer (leucemia), viu os olhos de Jesus na pintura derramando lágrimas; Pe. Ishaq Soliman, da Igreja Copta de São Marcos, em Houston, no mesmo dia, "testemunhou o milagre" e no dia seguinte, "o médico de família Dr. Atef Rizkalla examinou o ovems e certificou que não havia mais traços da doença". Com aprovação episcopal do Bispo Tadros de Port Said e do Bispo Yuhanna do Cairo, a "Cabeça de Cristo” de “Sallman” foi exibida na Igreja copta,  com mais de cinquenta mil pessoas "visitando o templo para vê-la. Além disso, várias publicações revistas religiosas explicaram o "poder da foto de Sallman" ao documentar ocorrências como Um nativo “caçador de cabeças” libertando um negociante que capturara e depois fugindo ao ver a imagem, um "ladrão que abortou sua maldade quando viu a "Cabeça de Cristo" na parede de uma sala de estar ", e conversões no leito de morte dos não-crentes ao cristianismo. Sendo um trabalho extraordinariamente bem sucedido de arte cristã cristã devocional popular, foi reproduzido mais de meio bilhão de vezes em todo o mundo até o final do século XX.

## Imagens convencionais
Representações convencionais de Jesus feitas na arte medieval incluem cenas de narrativas da Vida de Cristo e muitas outras. Cenas narrativas comuns da vida de Cristo na arte incluem:
| - Natividade de Cristo na arte - Adoração dos Pastores - Adoração dos Magos |  | - Jesus entre os doutores - Batismo de Jesus - Crucificação de Jesus (arte) |  | - Última Ceia na arte cristã - Deposição da Cruz - Juízo Final |

Devocionais:
| - Madona - Cristo em Majestade |  | - Pantocrator - Sagrado Coração de Jesus |  | - Pietà - Varão de Dores |

## Na literatura
Desde finais do século XIX, inúmeros autores de obras literários têm dado sua interpretação pessoal da vida de Jesus. Entre as obras mais destacadas que trataram do tema podemos citar:
- Mikhail Bulgakov: O Mestre e Margarida (escrito entre 1928 e 1940, publicado em 1967).
- Robert Graves: Rei Jesus (1947).
- Níkos Kazantzákis: Cristo Crucificado (1948) e A Última Tentação de Cristo (1951), no qual se basearia Martin Scorsese para filmar o filme homônimo.
- Fulton Oursler: A Maior História Jamais Contada (1949). No qual se baseou o filme de George Stevens.
- José Saramago: O Evangelho segundo Jesus Cristo (1991).
- Norman Mailer: O Evangelho segundo o Filho (1997).
- Fernando Sánchez Dragó: Carta de Jesus ao Papa (2001).
- Richard Zimler: O Evangelho Segundo Lázaro (2016)

O mistério da vida de Jesus também é tema de algumas obras da literatura comercial, às vezes em gêneros como a ficção ou o romance de mistério.
- Mirza Ghulam Ahmad: Jesus na Índia 1899
- Juan José Benítez: Operação Cavalo de Tróia (1984-2006; saga de vários volumes).
- Dan Brown: O Código da Vinci (2003)

## No cinema
A vida de Jesus de acordo com os relatos do Novo Testamento e normalmente sob um ponto de vista cristão, tem sido frequente. De fato, Jesus de Nazaré é um dos personagens mais interpretados no cinema. O primeiro filme sobre a vida de Jesus foi La vie et la passion de Jésus-Christ de Georges Hatot y Louis Lumière. No cinema mudo, o filme que mais se destacou foi O Rei dos Reis (1927) de Cecil B. DeMille.
O tema foi abordado em diversas ocasiões, e de diversos pontos de vista: Desde a grandiosa produção de Hollywood O Rei dos Reis (Nicholas Ray, 1961) até as visões mais austeras de cineastas como Pier Paolo Pasolini (Il vangelo secondo Matteo, 1964). Também deram sua interpretação pessoal à figura de Jesus autores como Buñuel (Nazarín, 1958), y Dreyer (Ordet, 1954).
Alguns dos filmes mais recentes sobre a vida de Jesus não estão isentos de polêmicas. É o caso de A Última Tentação de Cristo (1988), de Martin Scorsese, baseado no romance homônimo de Nikos Kazantzakis, muito criticado por sua interpretação pouco ortodoxa de Jesus. O filme de Mel Gibson, A Paixão de Cristo (2004) recebeu a aprovação de vários setores do cristianismo, mas foi considerado antissemita por alguns membros da comunidade judaica.
A personagem Jesus tem sido tratado no cinema de vários ângulos. Existem interpretações satíricas da figura do criador do cristianismo, como A Vida de Brian (Terry Jones, 1979). Musicais, como o célebre Jesus Cristo Superstar (Norman Jewison, 1973), e também filmes de animação, como The Miracle Maker (Derek W. Hayes y Stanislav Sokolov, 2000).

## No teatro
A vida de Jesus também tem sido levada aos palcos da Broadway e a outras partes do mundo através dos musicais. Entre as representações líricas da vida e da obra de Jesus pode-se destacar o popular musical Jesus Cristo Superstar, uma ópera rock com músicas de Andrew Lloyd Webber e arranjos de Tim Rice, representada pela primeira vez em 1970, e que posteriormente viria a se espalhar pelo resto do planeta. Também se destaca a peça de teatro Godspell, com música de Stephen Schartz e arranjos de John-Michael Tebelak, que foi encenada pela primeira vez também em 1970. No teatro do Brasil, destaca-se Auto da Compadecida, peça de Ariano Suassuna escrita em 1955 e publicada em 1957, que retrata um jesus negro.

## Controvérsias
A representação de Jesus tem sido controversa desde o Sínodo de Elvira em 306, que afirma no 36°Cânon que nenhuma imagem de adoração deve ser encontrada em uma igreja.
No século XVI, João Calvino e outros reformadores protestantes denunciaram a idolatria das imagens de Cristo e pediram sua remoção. Devido à sua compreensão do segundo dos Dez Mandamentos, a maioria dos evangélicos não tem uma representação de Jesus em seus locais de culto.
Em 2020, a representação europeia (etnia e aparência de Jesus) de Cristo foi criticada por cristãos afro-americanos, porque não seria fiel às primeiras imagens de Jesus onde ele tinha a pele escura.

## Exemplos

### Pintura

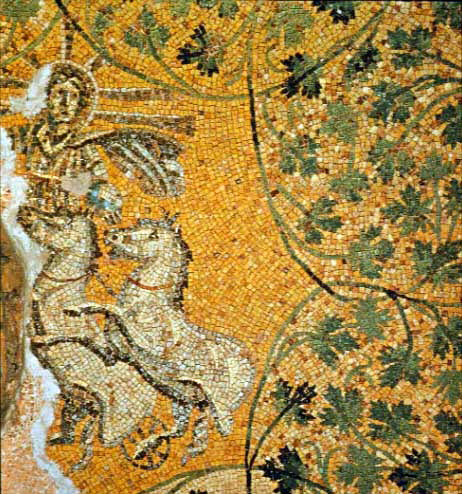
Uma representação de Jesus como o deus-sol Hélio (mitologia)/Sol Invicto andando em sua carruagem. Mosaico do século III sobre as grutas do Vaticano sob Basílica de São Pedro.
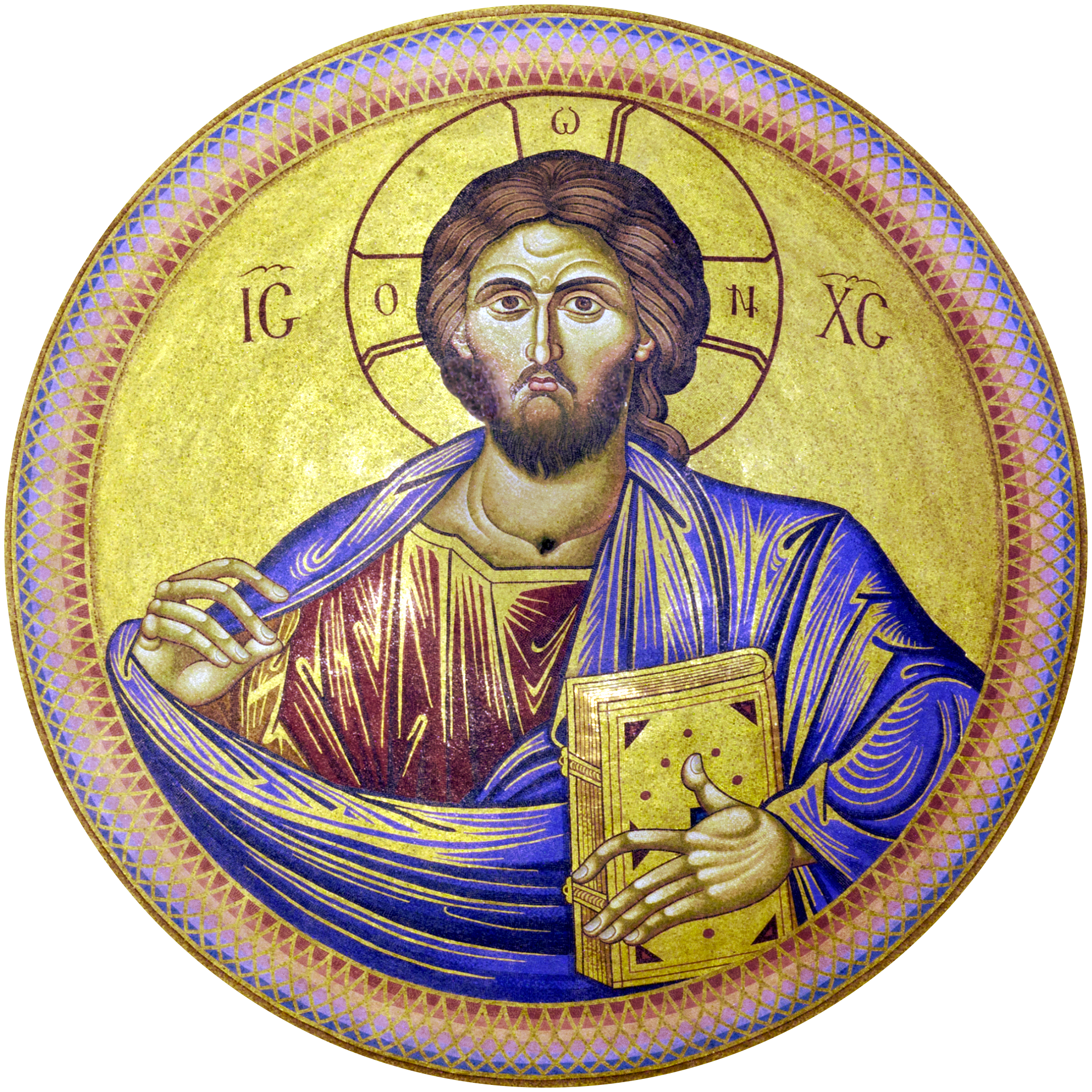
Mosaico Pantocrator na cúpula acima do Katholikon da Igreja do Santo Sepulcro em Jerusalém.
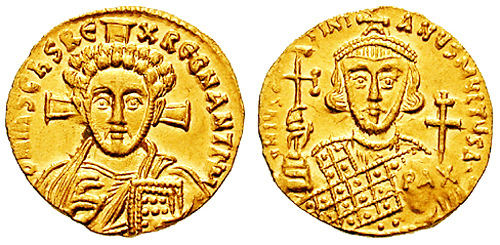
Jesus retratou em uma moeda bizantina do início do século VIII. Depois do iconoclasmo bizantino todas as moedas passam e ter Cristo nelas.
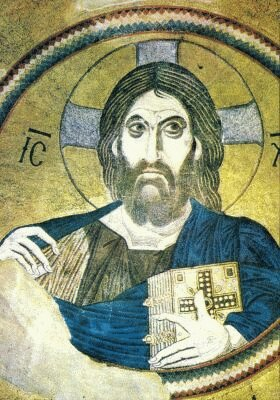
século XI; Cristo Pantocrator com a Auréola em forma cruz cristã, usada em toda a Idade Média. Caracteristicamente, ele é retratado como semelhante em características e tom de pele à cultura do artista.
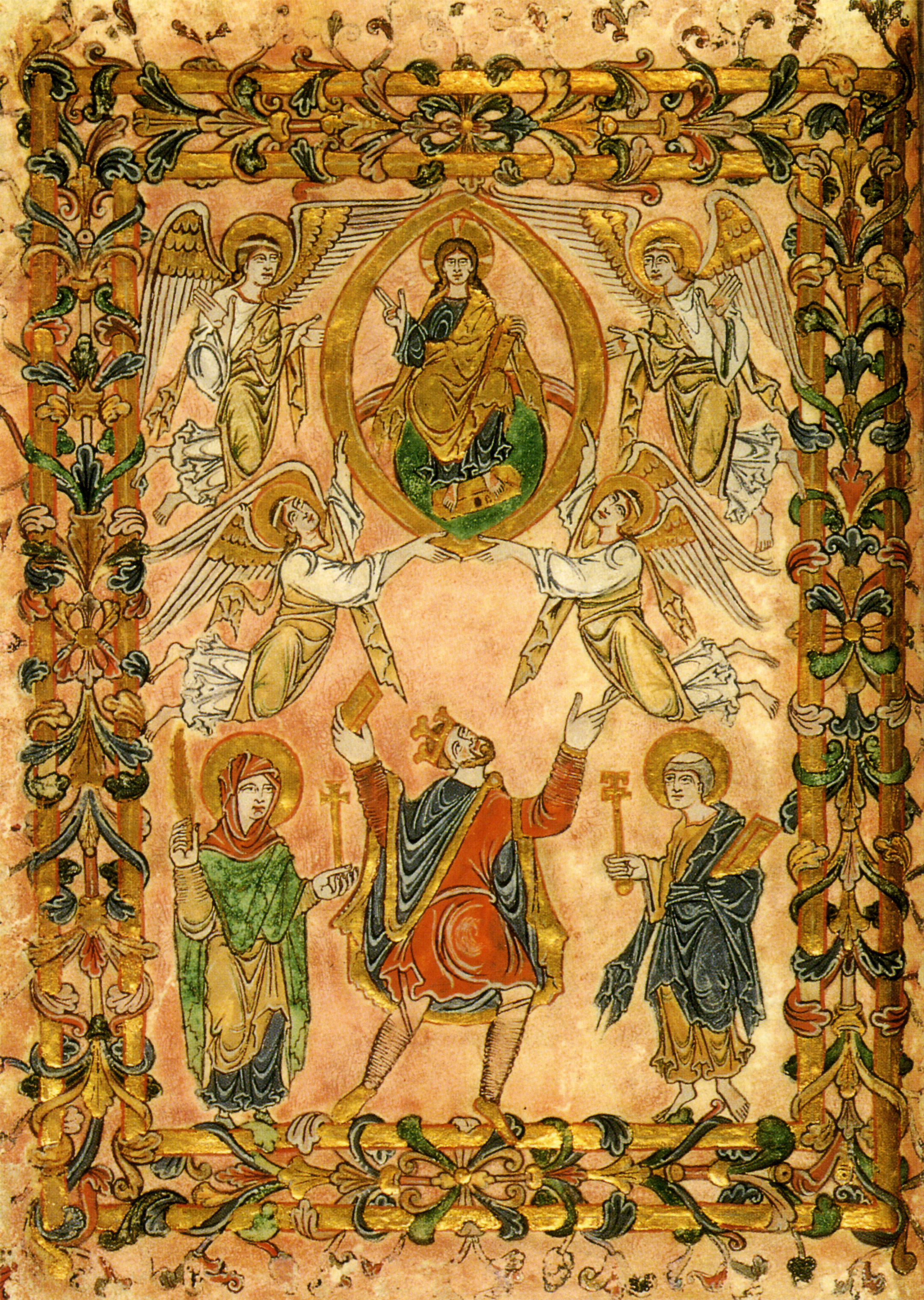
Um Cristo sem barba - New Minster Charter , Winchester, arte anglo-saxônica meados do século X
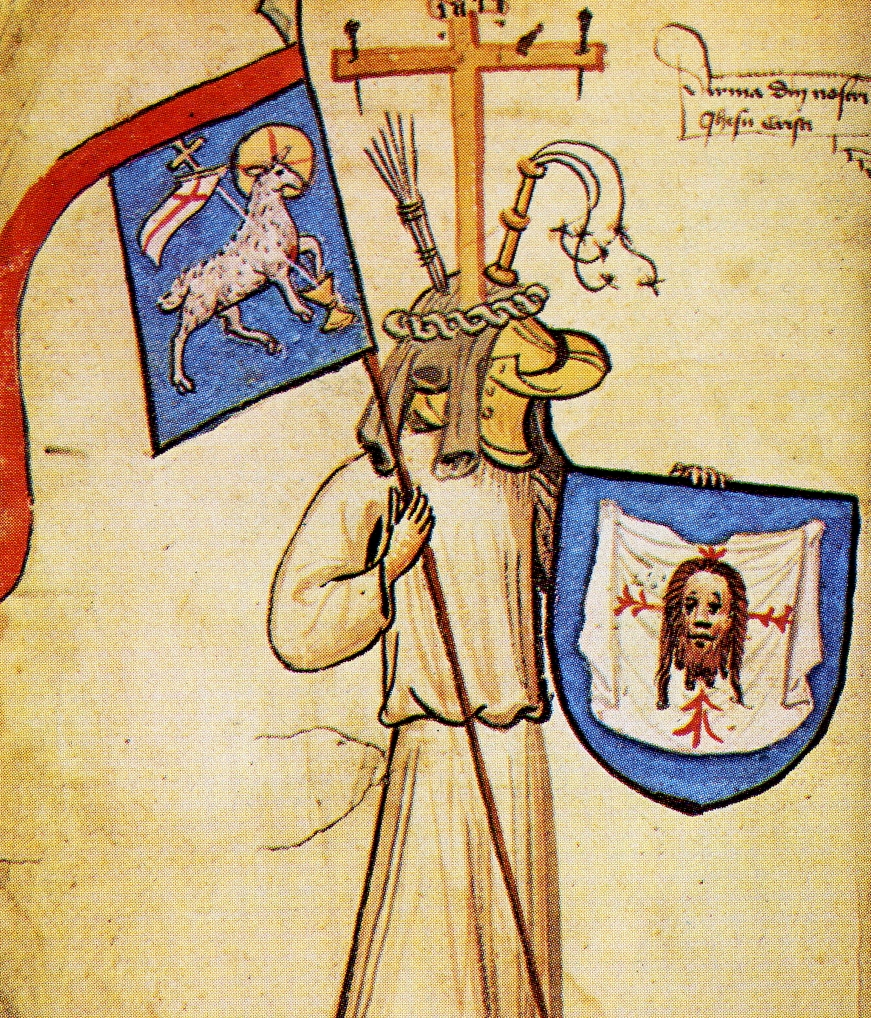
Uma imagem incomum de Jesus como um cavaleiro medieval carregando um brasão de armas baseado no Véu de Verônica
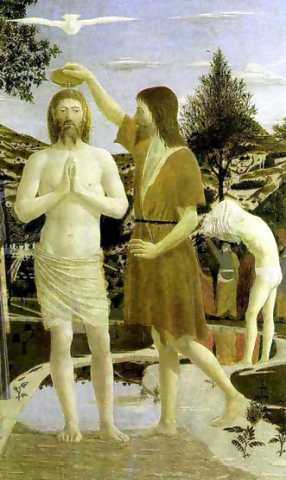
O Batismo de Jesus´- Piero della Francesca, 1449.
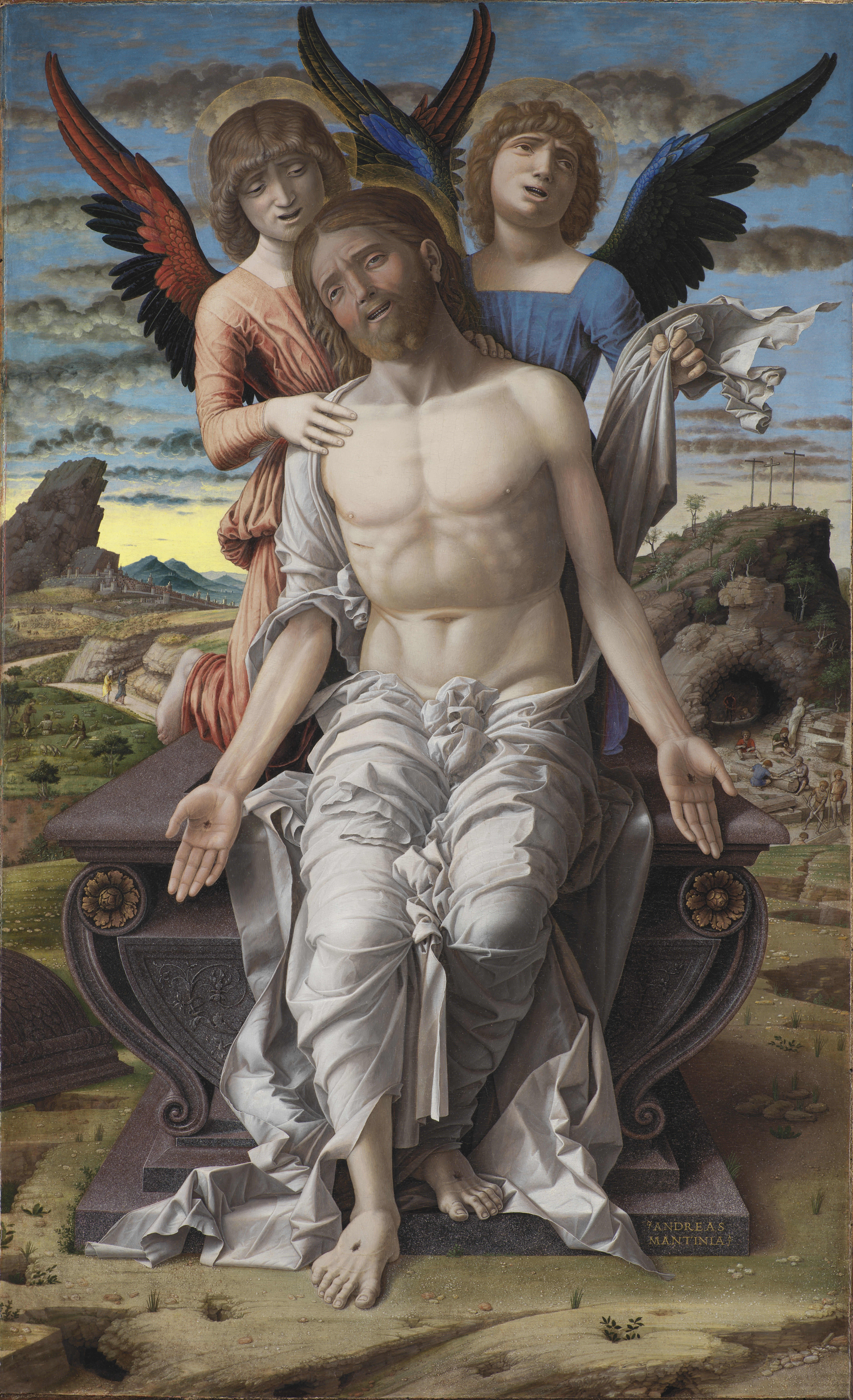
Cristo como Varão das Dores - Andrea Mantegna
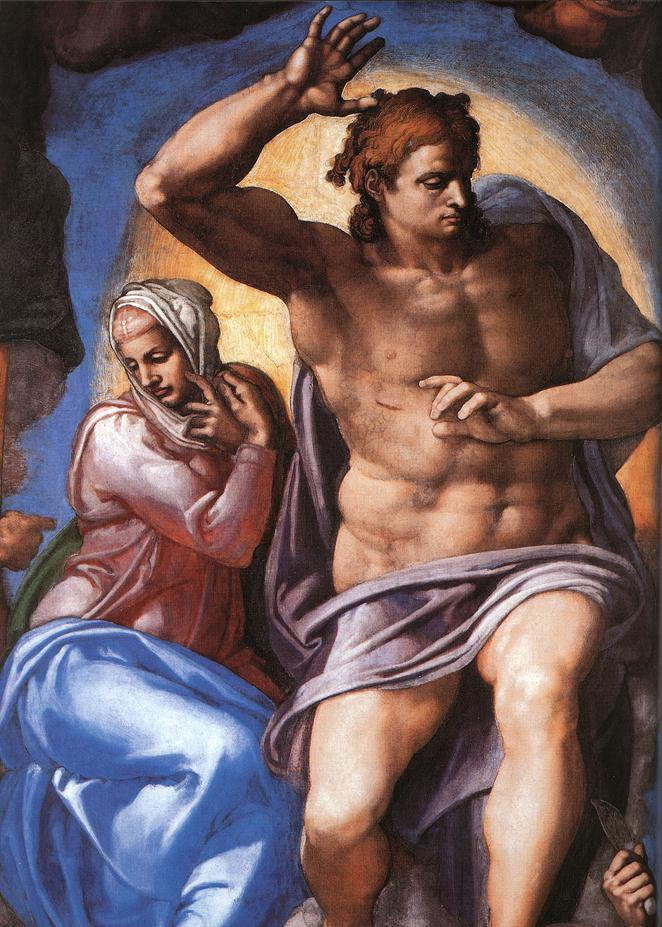
Detalhe -  Maria e Cristo, em O Juízo Final de Michelangelo; essa representação foi muito criticada.
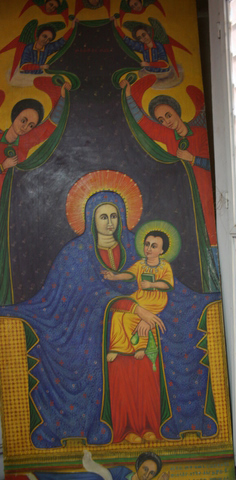
Uma tradicional  representação da Igreja Ortodoxa Etíope - Jesus e Maria com características distintamente "etíopes".
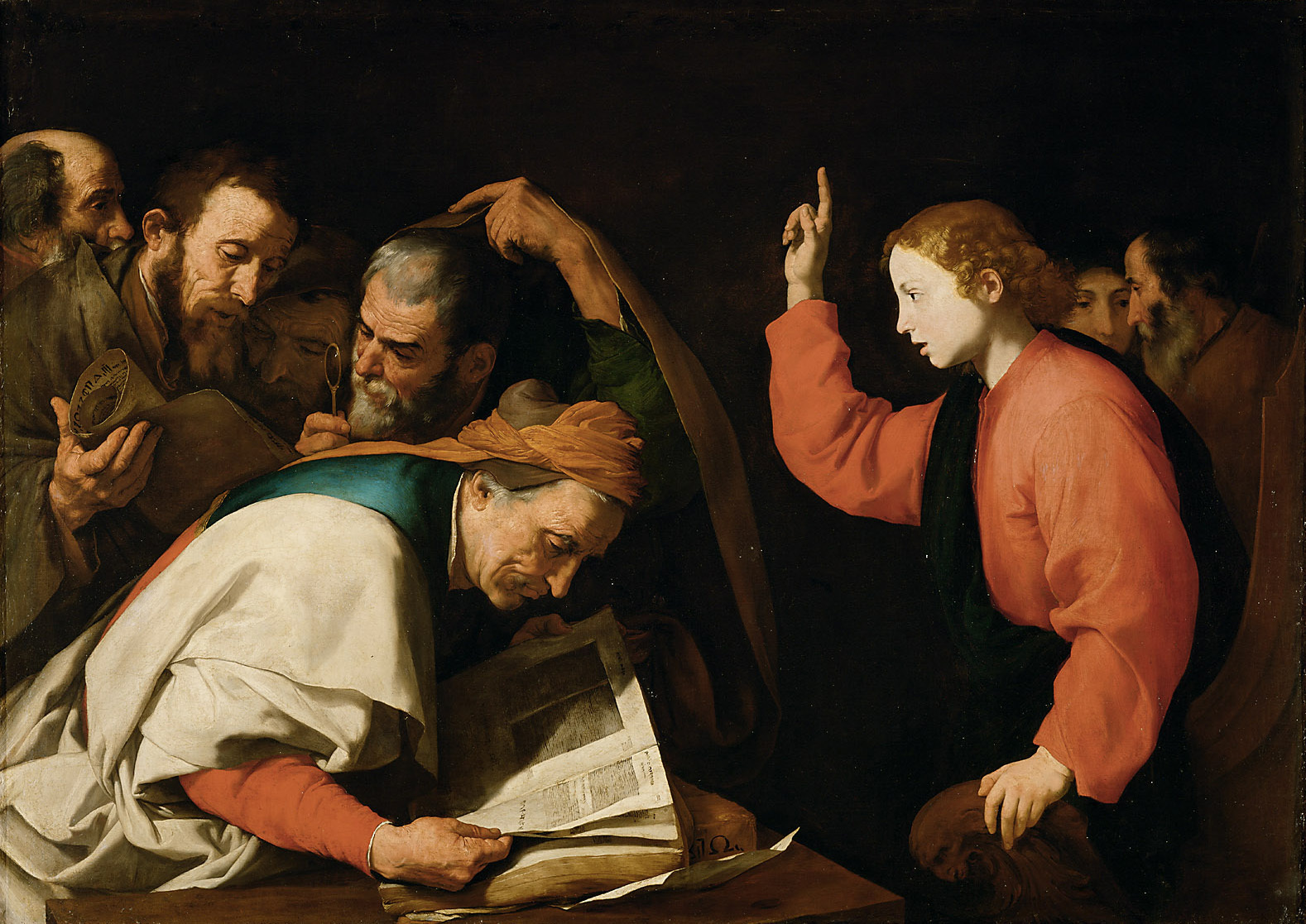
Jesus, 12 anos, Jesus entre os doutores em discussão com os estudiosos do Templo, de José Ribera.
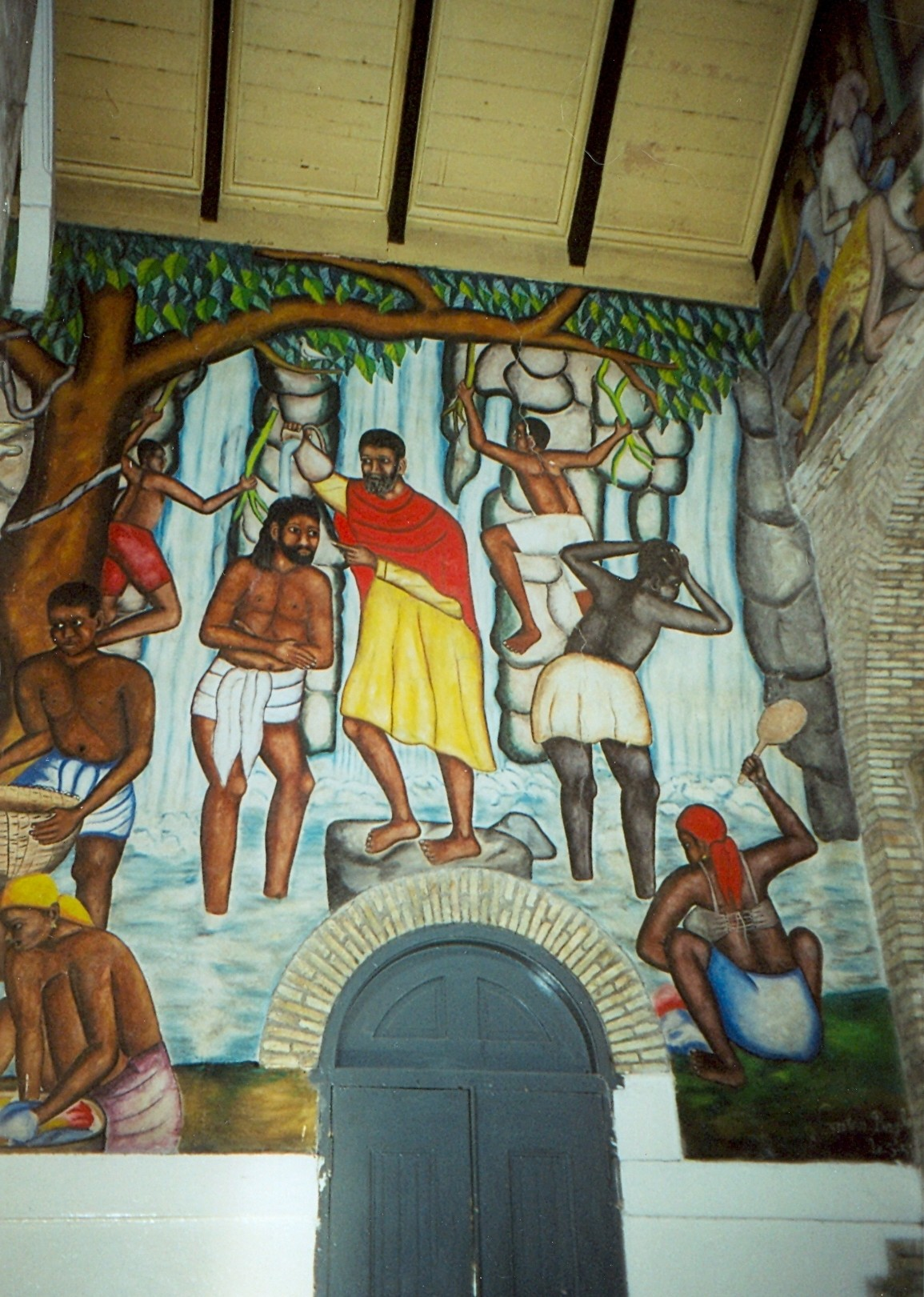
Um mural representando o batismo de Jesus em um típico cenário rural haitiano, Cathédrale de Sainte Trinité, Porto Príncipe, Haiti.
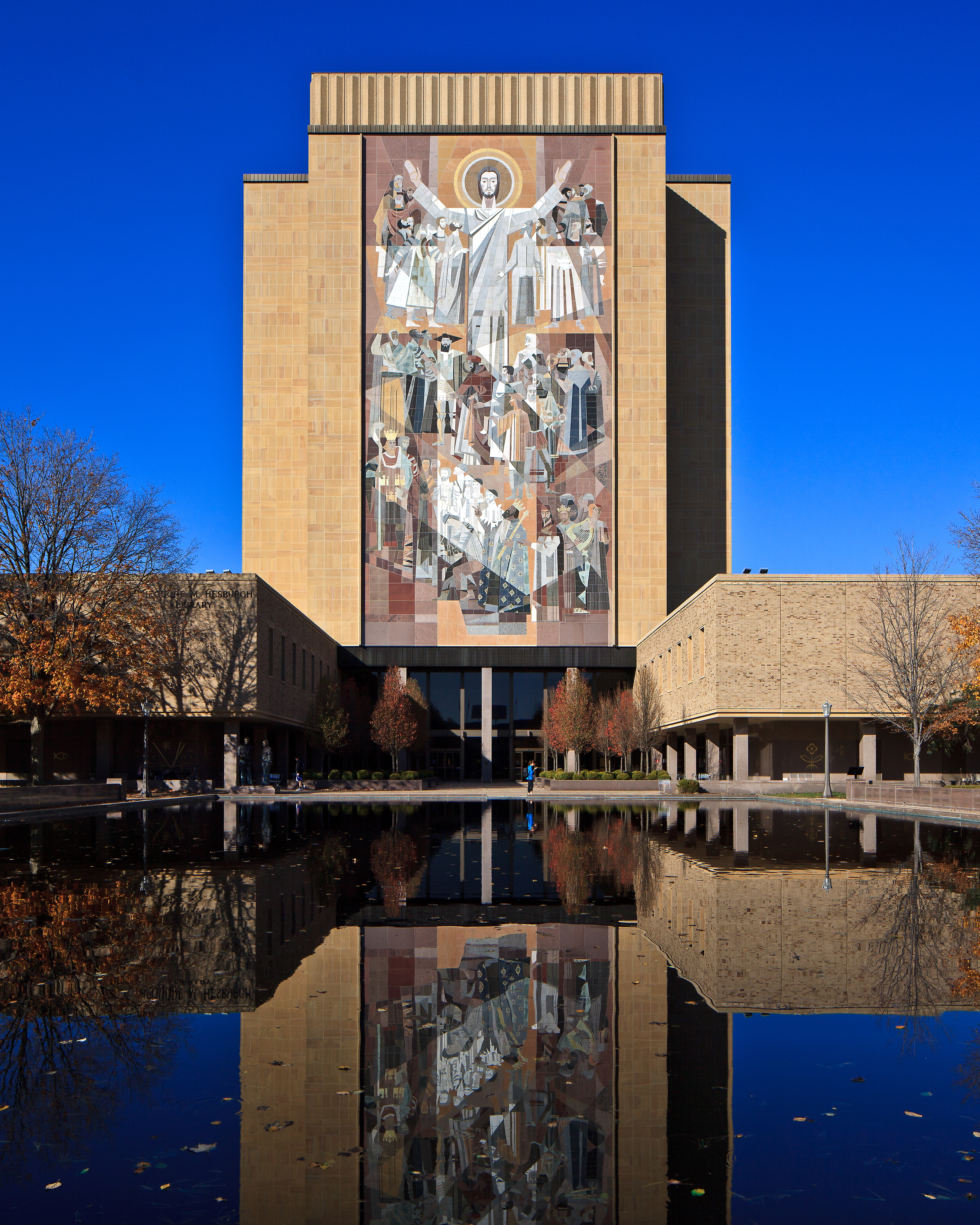
Mural de "A Palavra da Vida" no lado da Hesburgh Library na Universidade de Notre Dame.
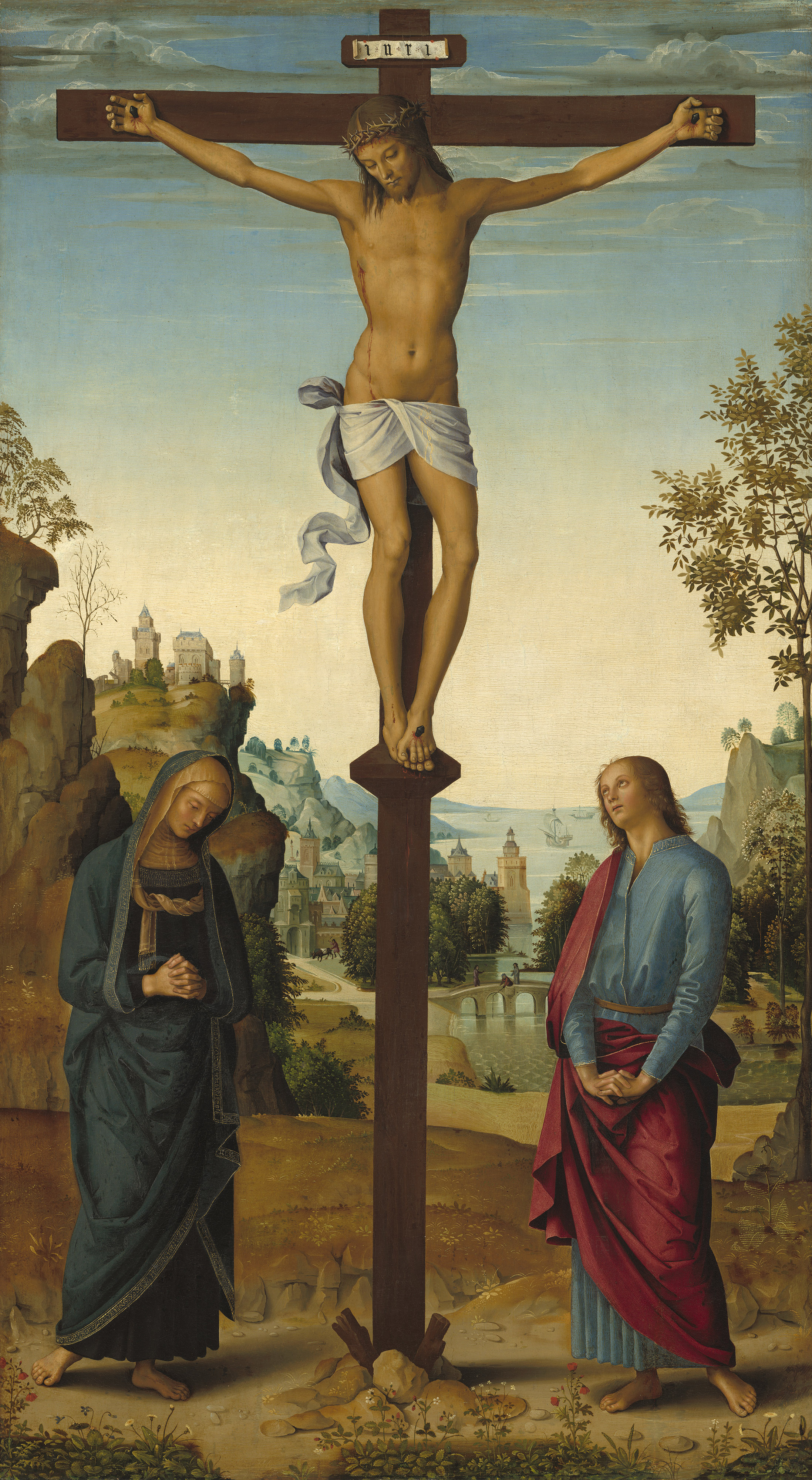
Pietro Perugino - representação da Crucificação de Jesus como  Stabat Mater , 1482.
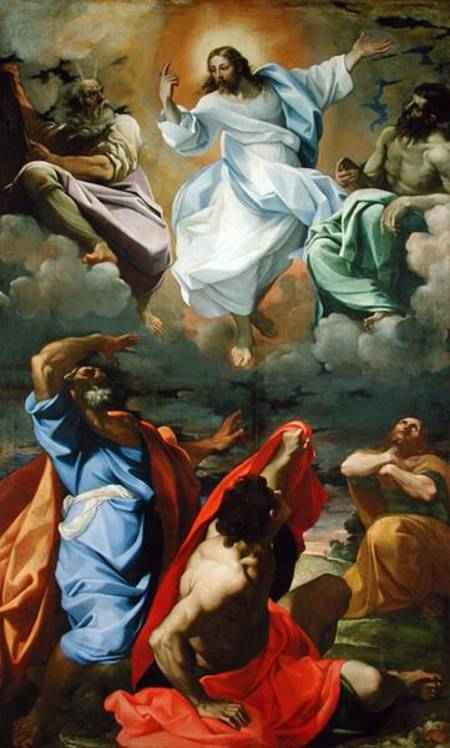
' Transfiguração de Jesus  representando-o com Elias, Moisés e três apóstolos por Lodovico Carracci, 1594.
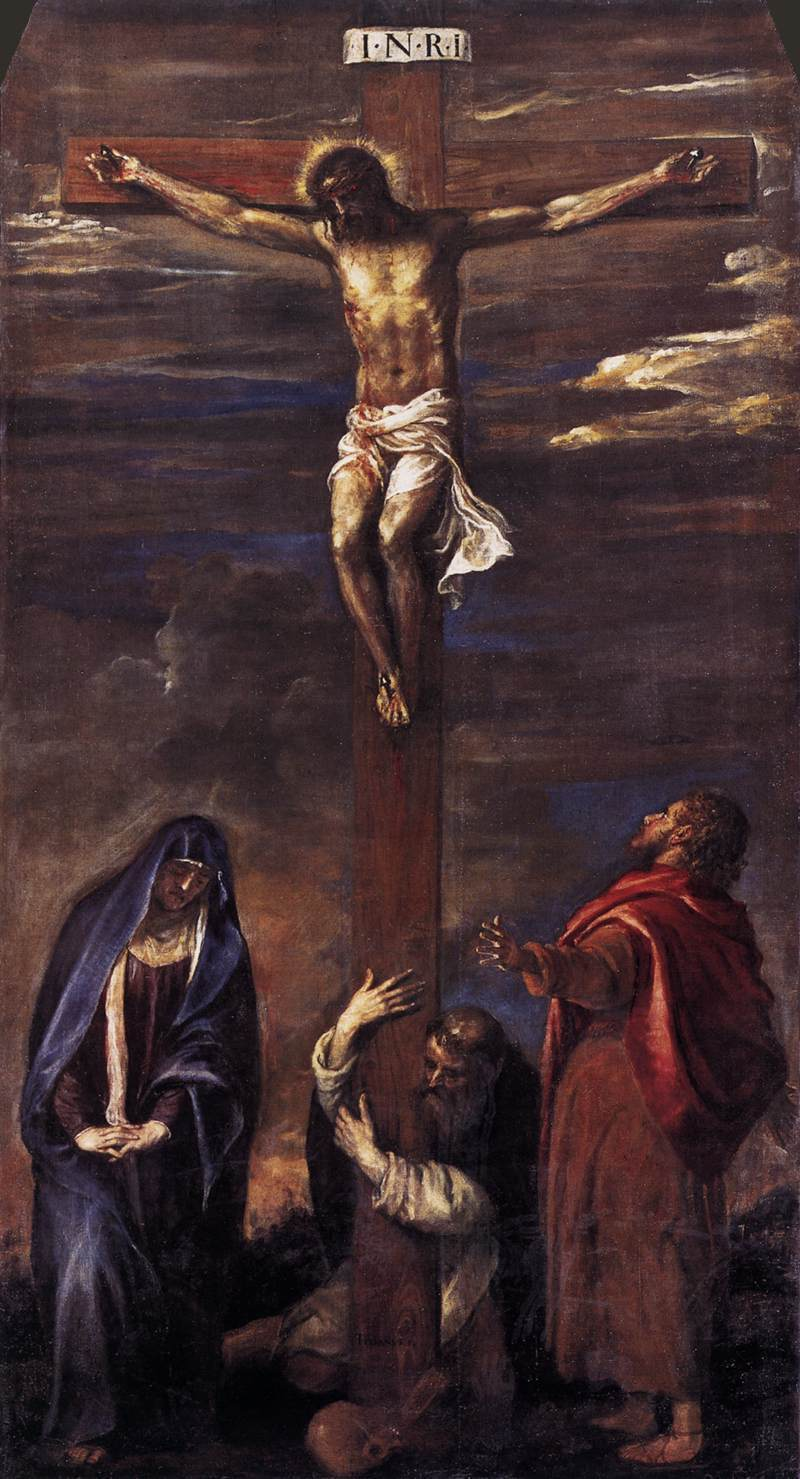
Crucificação de Cristo, pintada por Ticiano.
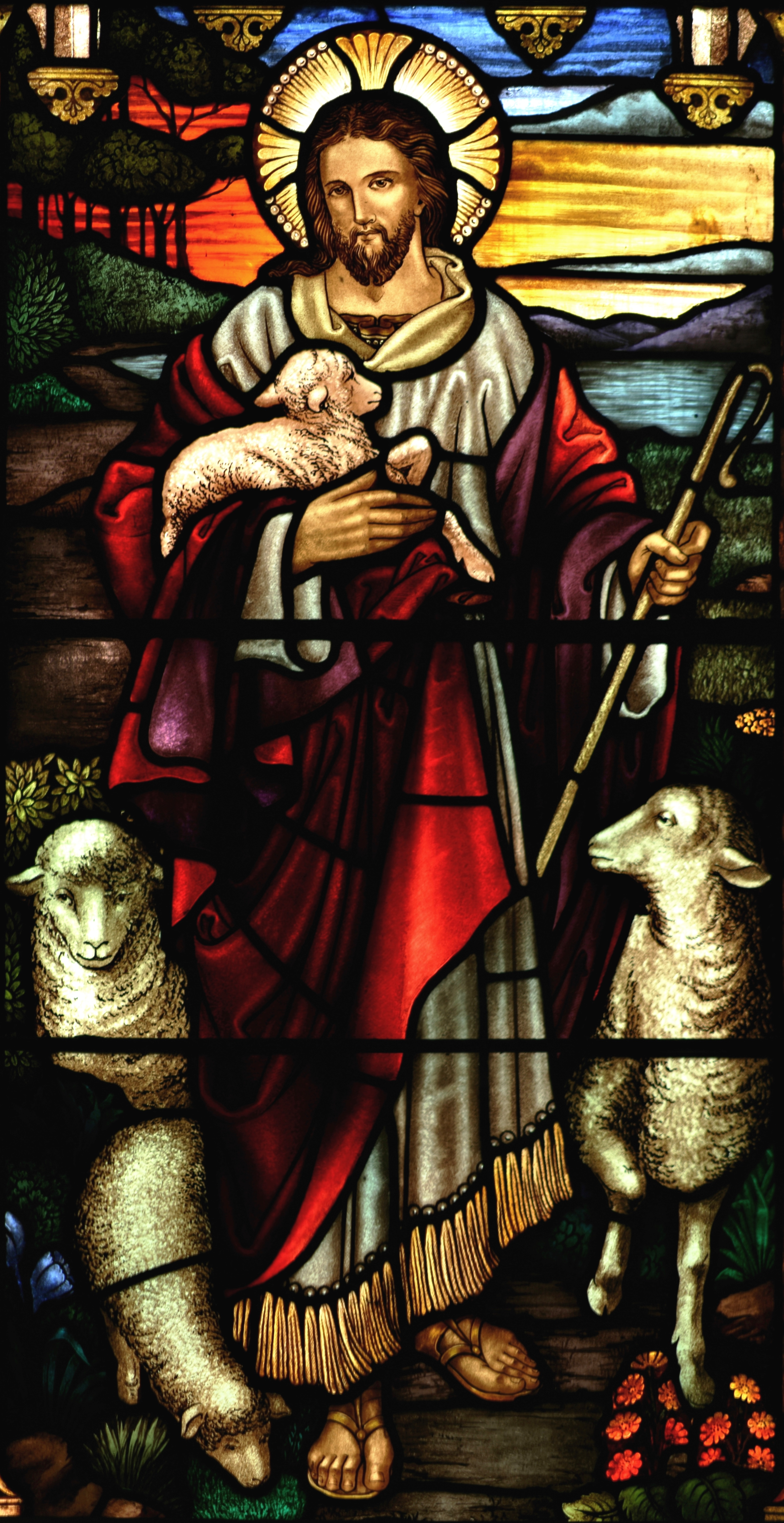
Jesus como o Bom Pastor (vitral na Igreja St John's Ashfield.
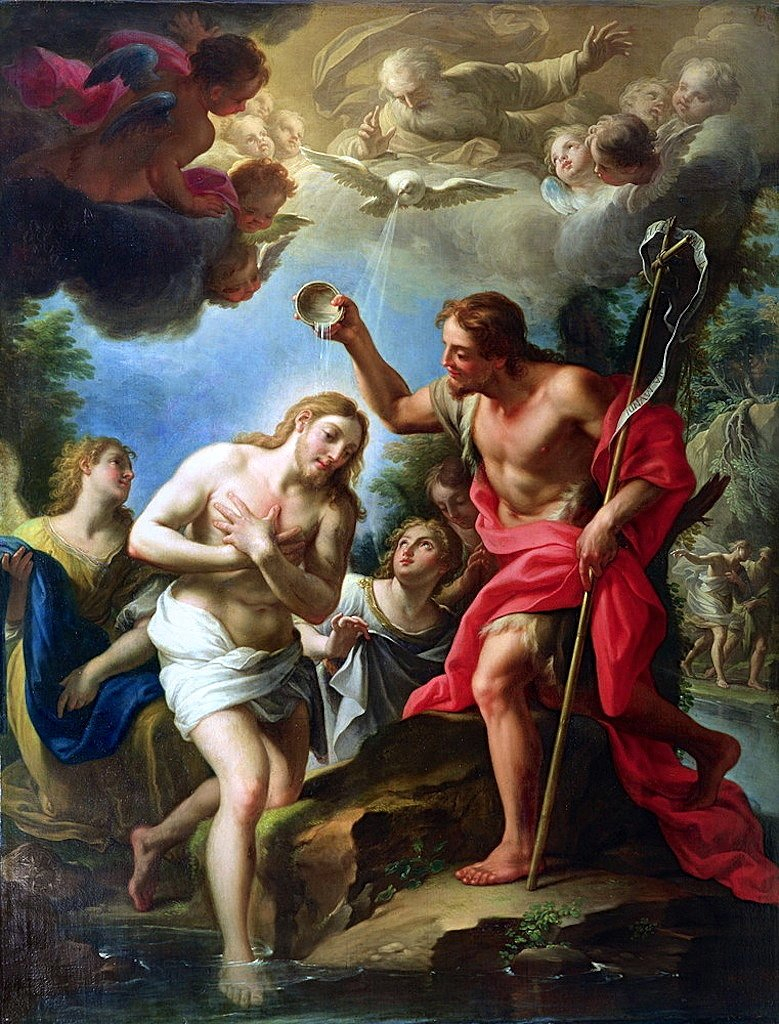
De Trevisani descrição de  cena batismal com a abertura do céu e o Espírito Santo descendo como uma pomba, 1723.
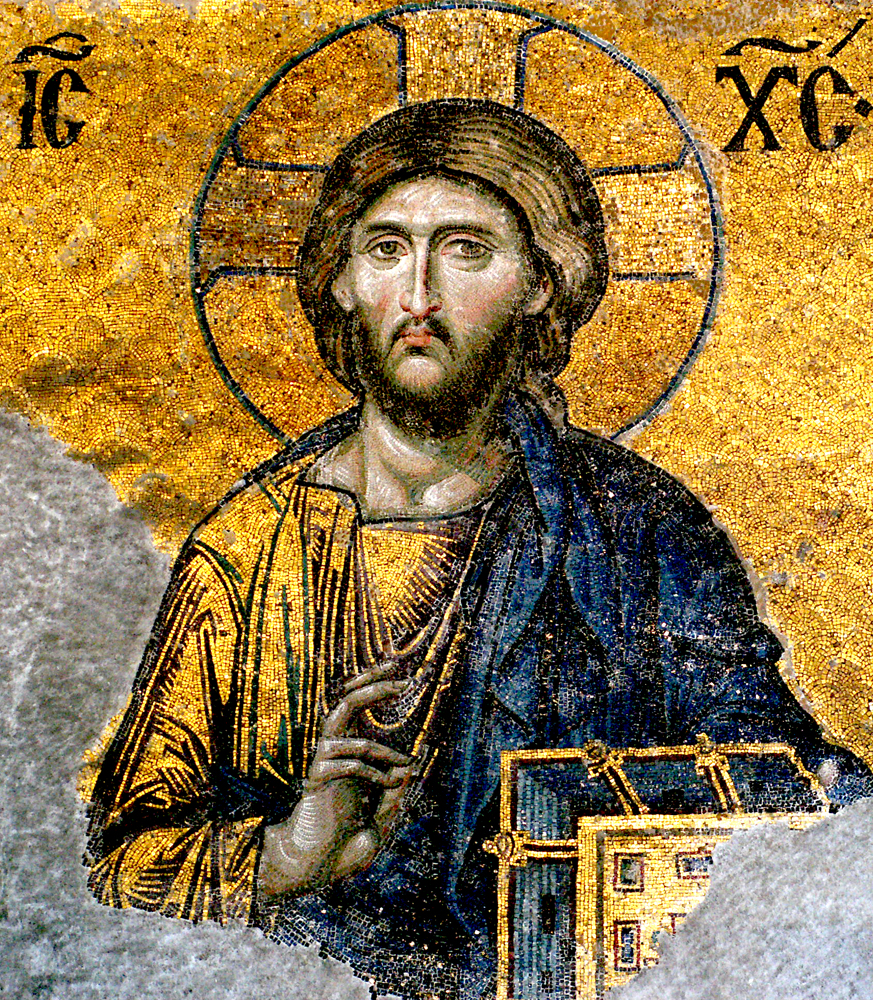
Jesus Pantocrator – mosaico do século XIII - Hagia Sophia.
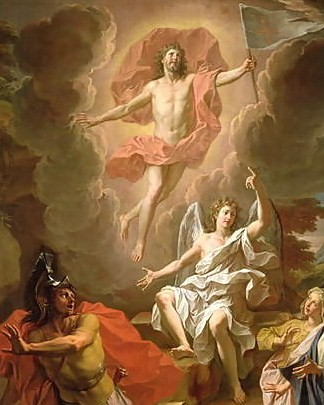
Ressurreição de Jesus por Noël Coypel, 1700, usando uma representação de Jesus pairando.
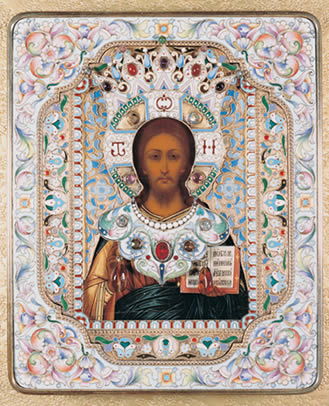
ícone russo do século XIX – Cristo - Pantocrator.
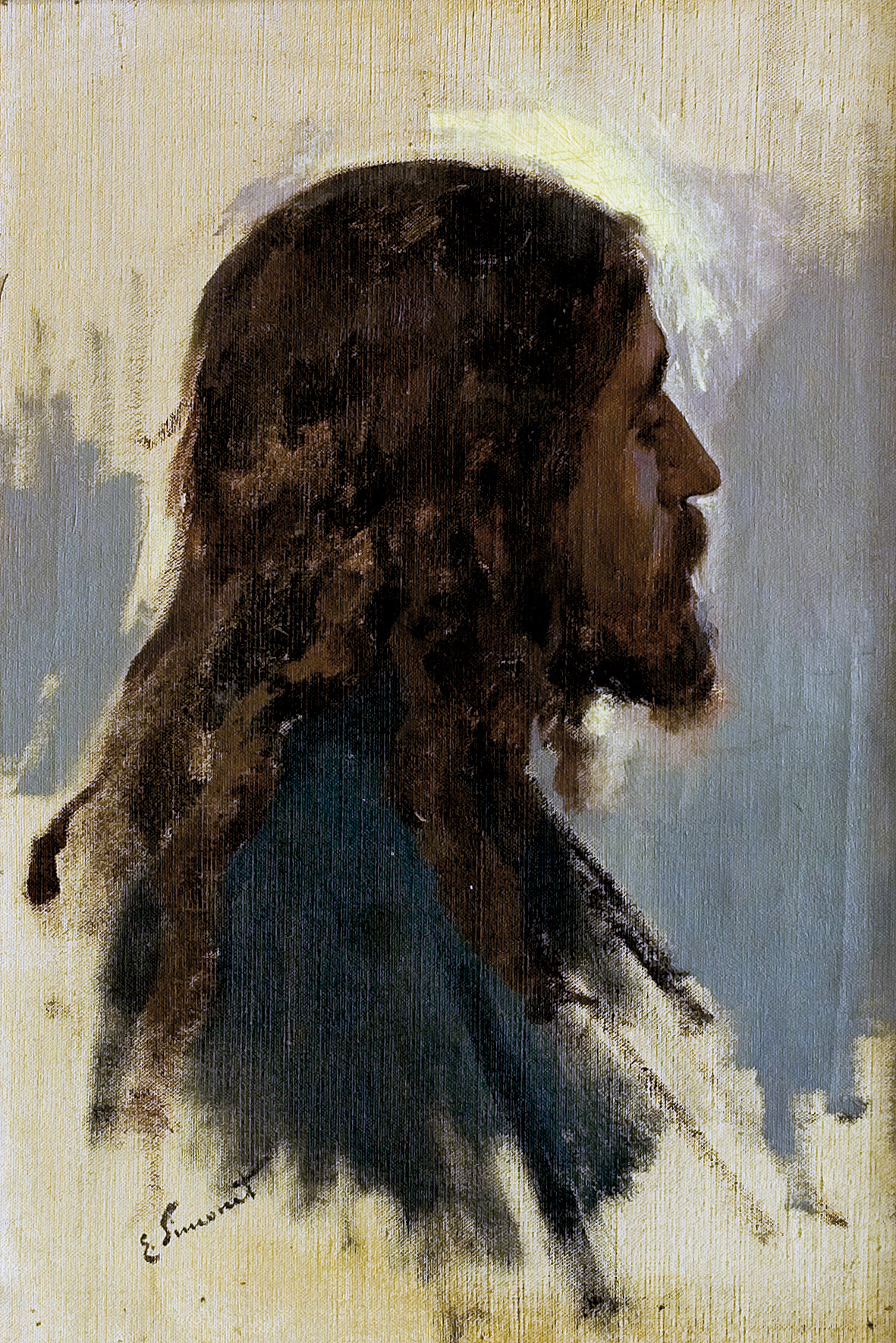
Cabeça de Jesus (1890) por Enrique Simonet.
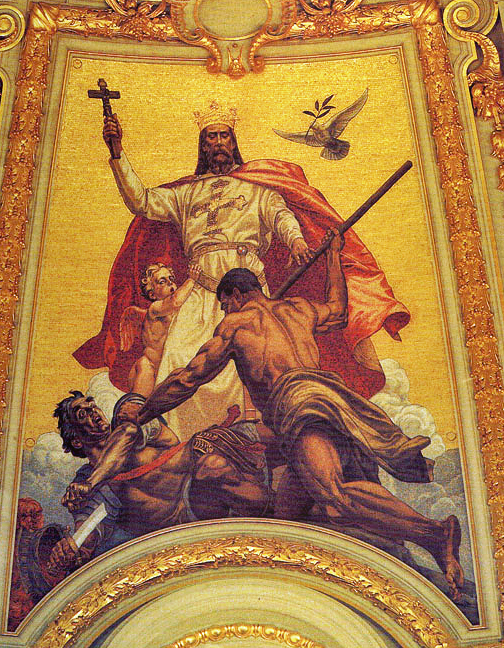
Jesus, com coroa e pomba da paz, apaziguando dois guerreiros em luta, a Catedral de Berlim, ~ 1900
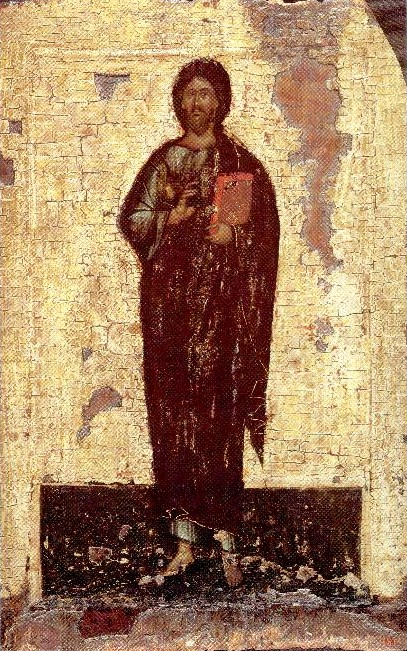
"Cristo Toda Misericórdia" Ícone Ortodoxpo oriental.

### Escultura

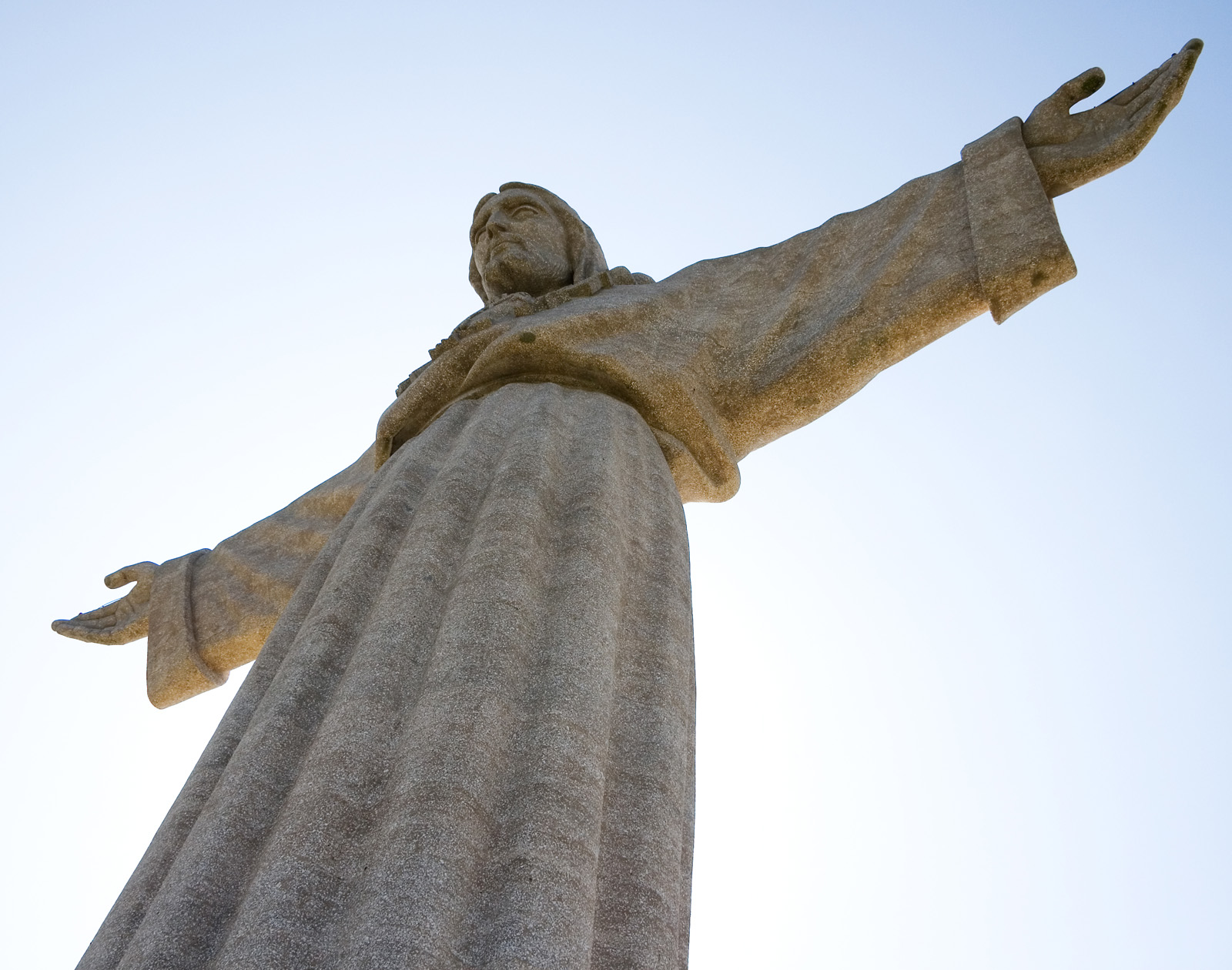
Santuário Nacional de Cristo Rei, Portugal
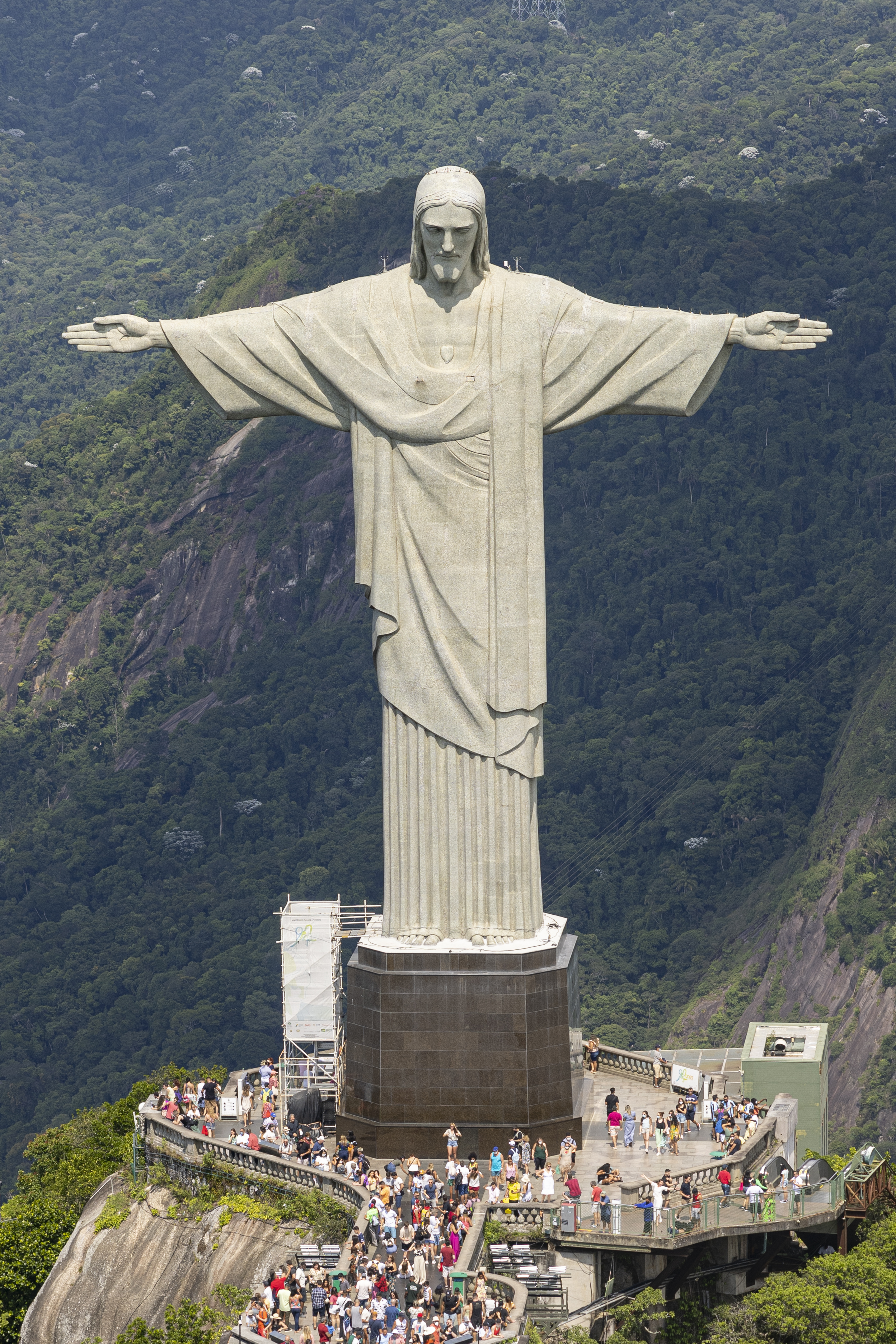
Cristo Redentor”, Rio de Janeiro, Brasil
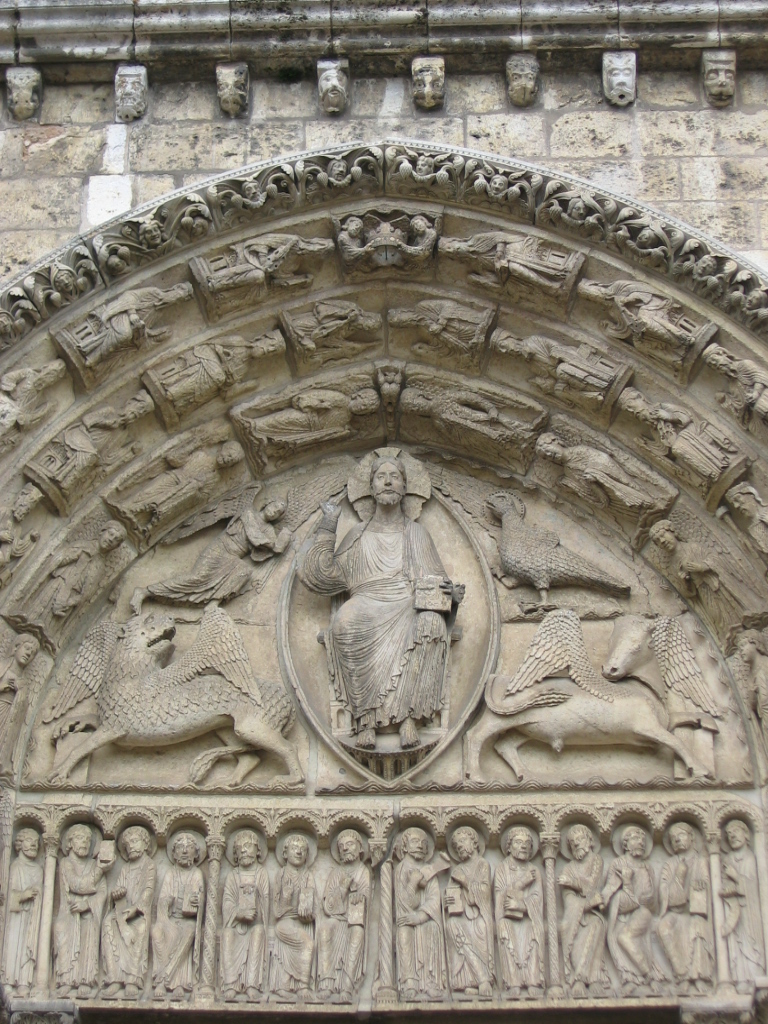
Cristo em Majestade, Catedral de Chartres
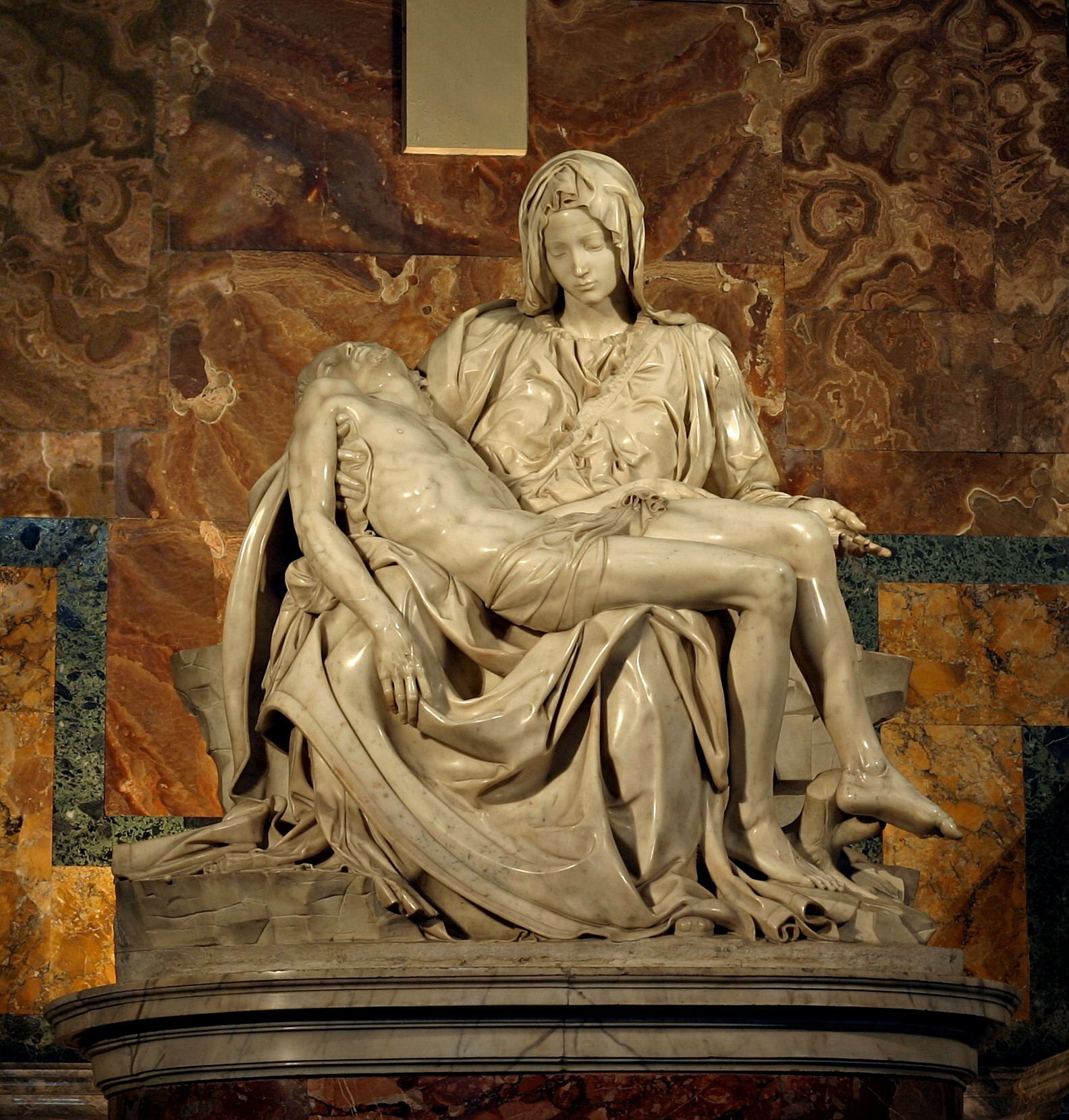
Michelangelo Pietà mostra Maria segurando o corpo de Jesus
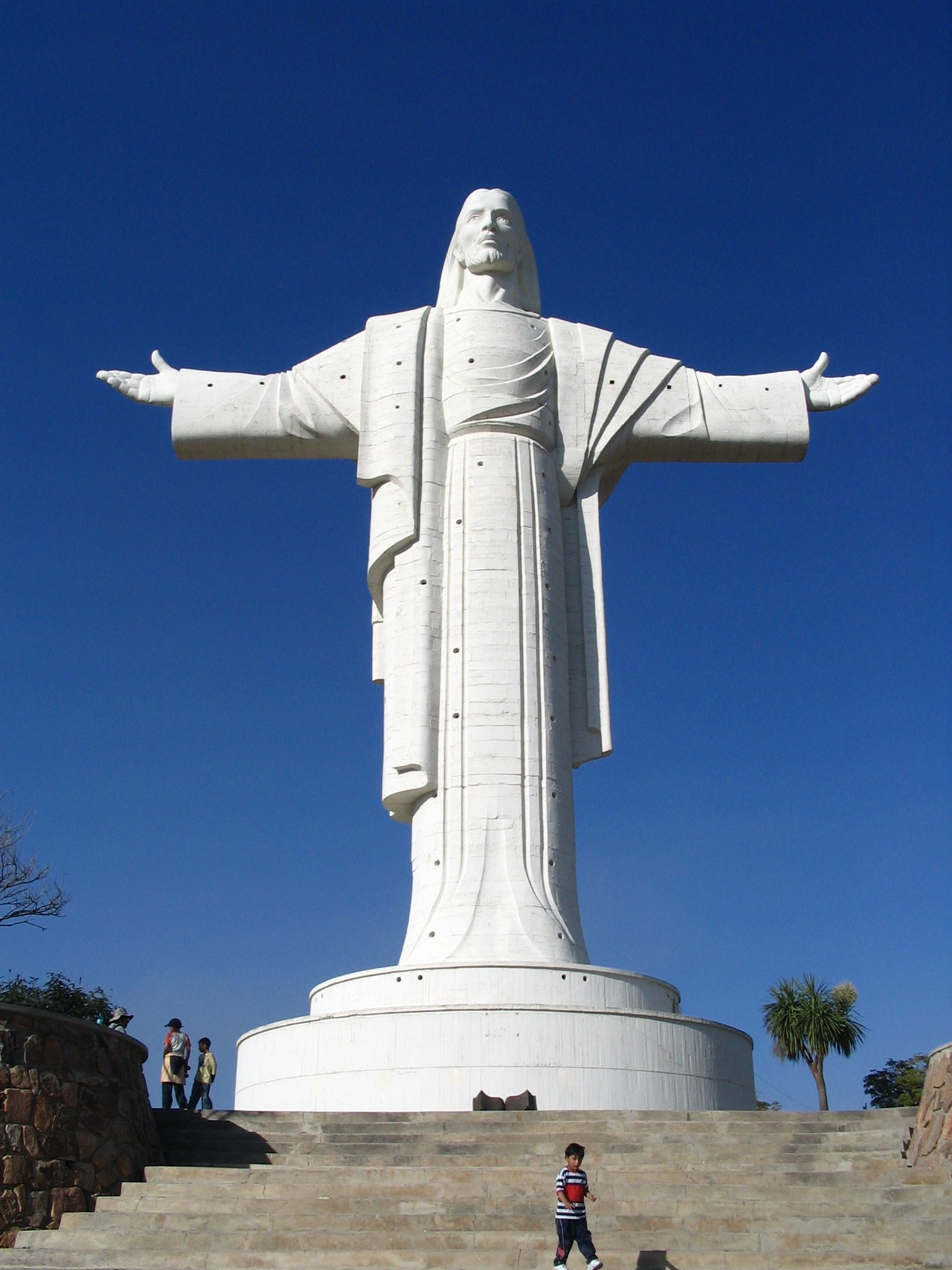
Cristo de la Concordia na Bolívia, alegadamente a maior estátua de Jesus já feita
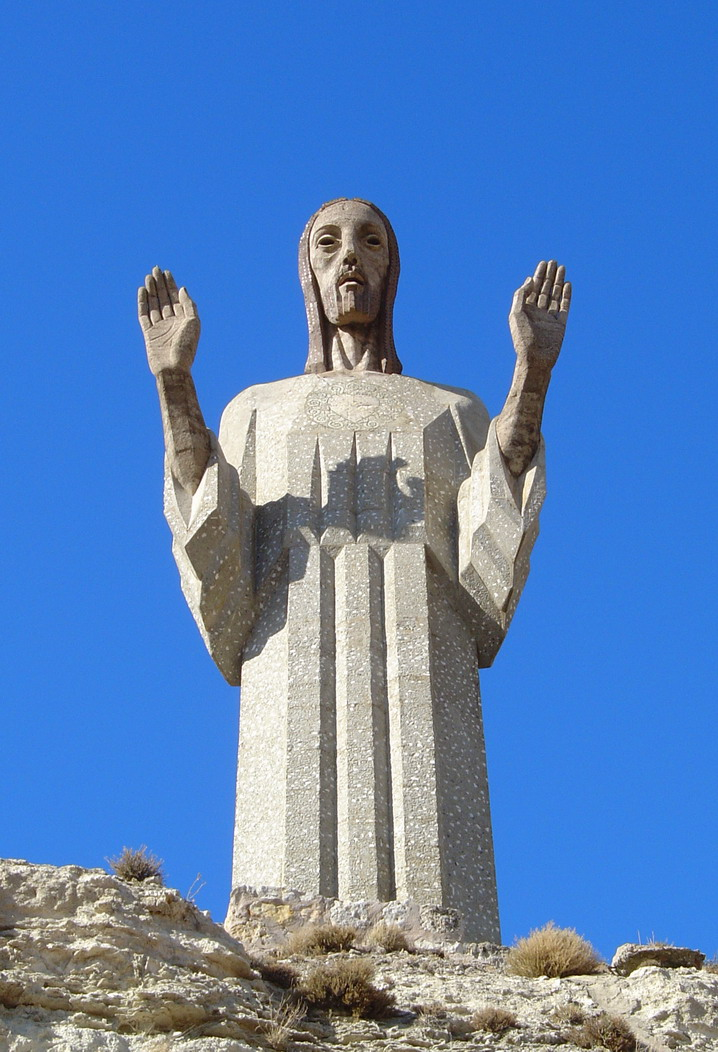
Cristo del Otero, Palência, Espanha
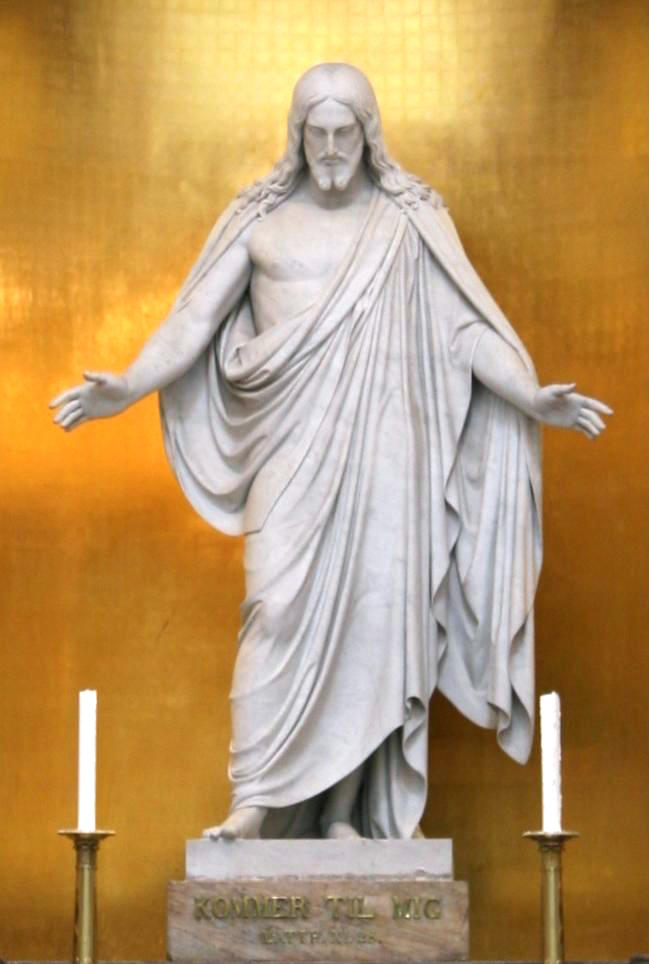
Cristo, Bertel Thorvaldsen, Catedral de Nossa Senhora, Copenhague
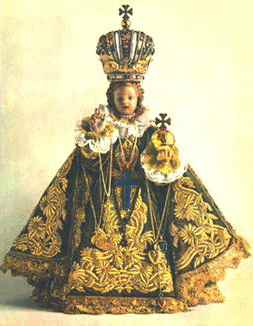
Menino Jesus de Praga
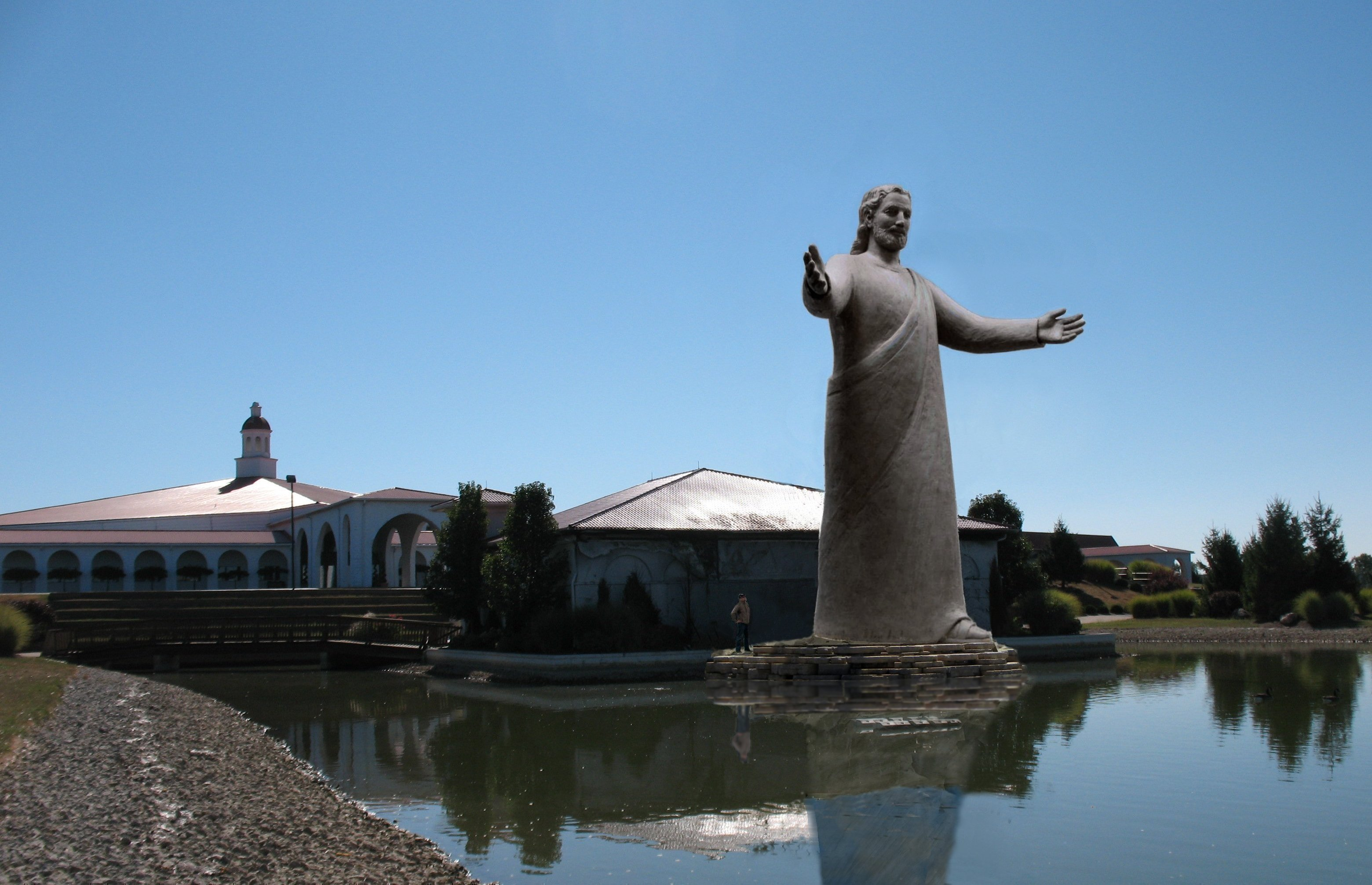
Lux Mundi, estátua de Jesus por Tom Tsuchiya, 2012, Ohio